# Советская гвардия

Нагрудный знак «Гвардия» образца 1942 года

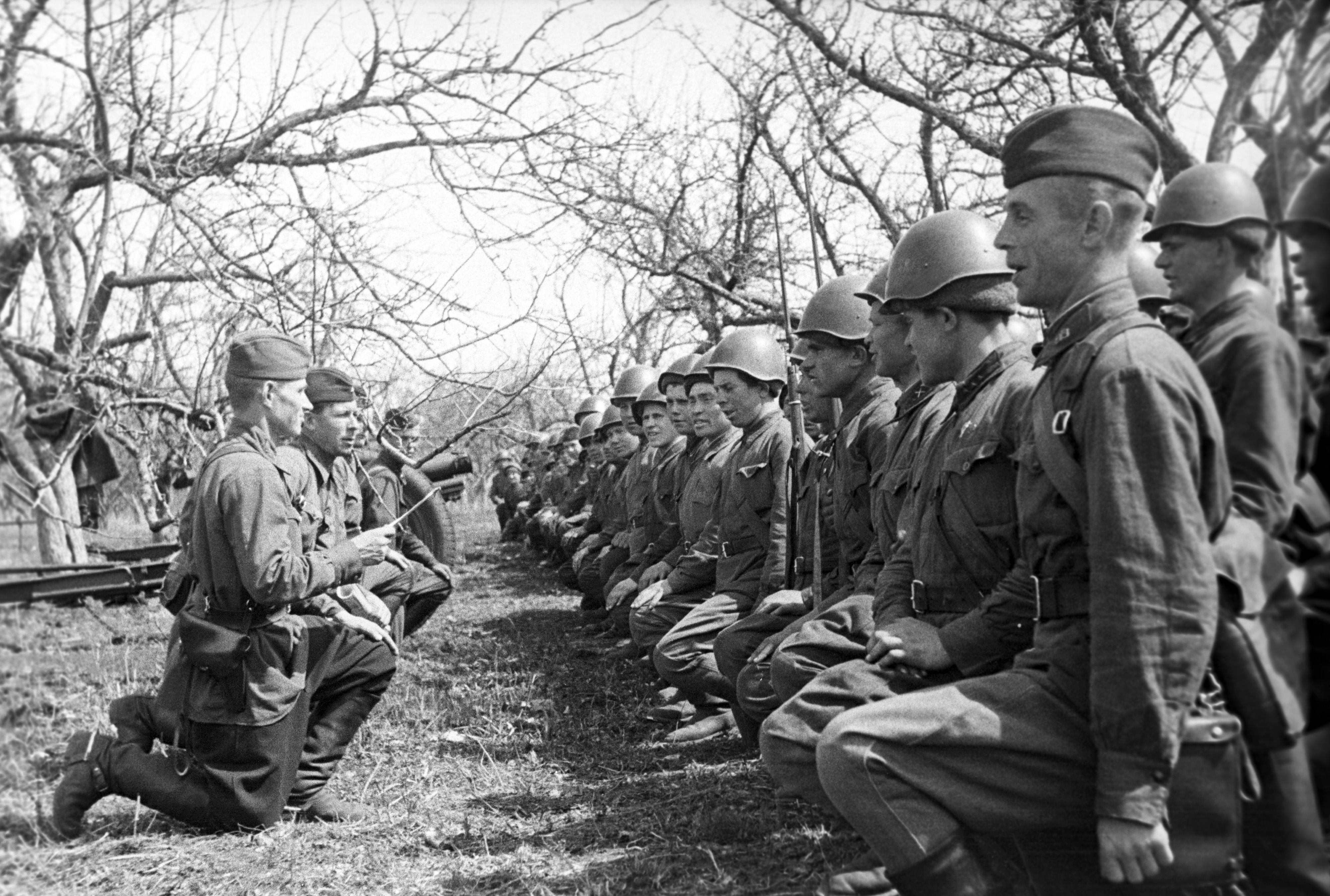
Бойцы-артиллеристы Брянского фронта приносят гвардейскую клятву. 1942 г.

Сове́тская гва́рдия — воинские части, корабли, соединения и объединения Рабоче-крестьянской Красной армии и Военно-морского флота ВС СССР, получившие почётное звание и преобразованные в гвардейские: за боевые заслуги — за массовый героизм, мужество и высокое воинское мастерство, проявленное в боях во время Великой Отечественной войны; при сформировании — части реактивной артиллерии (ГМЧ), части воздушно-десантных войск (ВДВ) и спецчасти инженерных войск (ГБМ); по преемственности — вновь сформированные соединения (объединения), в состав которых вошли части (соединения), ранее получившие звание «гвардейских»; по принадлежности; к юбилею. 
Первые гвардейские формирования были созданы приказом Наркома обороны Союза ССР № 308 от 18 сентября 1941 г.; этот день и считается днём рождения советской гвардии.
Гвардейским частям и соединениям вручалось гвардейское Красное Знамя, а гвардейским кораблям — гвардейский Военно-морской флаг. Тем кораблям ВМФ, которые были удостоены гвардейского звания и при этом уже имели звание «Краснознамённых», то есть награждённым орденом Красного Знамени, стали вручать модификацию гвардейского Военно-морского флага, гвардейский Краснознамённый Военно-морской флаг, хотя официально он был утверждён только 16 ноября 1950 г. постановлением СМ СССР № 4662 «О военно-морских флагах Союза ССР»..
Для военнослужащих гвардейских частей и соединений 21 мая 1942 года указом Президиума Верховного Совета СССР был учреждён нагрудный знак «Гвардия», а для гвардейцев ВМФ — прямоугольная пластина с муаровой лентой оранжевого цвета с чёрными продольными полосами, двух видов. Этим же указом были введены гвардейские воинские звания. Перед воинским званием военнослужащих, проходивших военную службу в гвардейских воинской части и соединениях, добавлялось слово «гвардии», в гвардейских кавалерийских частях — «гвардии казачьих войск» (отменено в 1943 г.), а на гвардейских кораблях и в гвардейских соединениях кораблей — «гвардейского экипажа» (вскоре упрощено до «гвардии»).
В Красной армии и ВМФ Советского Союза на основании персональных приказов Ставки Верховного Главнокомандования (СВГК) и Народного комиссариата обороны СССР (НКО СССР), всему личному составу гвардейских формирований был установлен полуторный — начальствующему (высшему, старшему, среднему и младшему) составу, а бойцам — двойной оклад содержания.
Первоначально для гвардейских частей планировалось пошить особую форму одежды, но из-за военного времени от этого отказались.

## История

Гвардейский Военно-морской флаг 1942—1950 годов

Почётное гвардейское звание воинским частям, кораблям, соединениям и объединениям присваивалось на основании персональных приказов наркома ВМФ СССР, Ставки Верховного Главнокомандующего (СВГК), наркома обороны СССР (НКО СССР) и постановлений Государственного комитета обороны (ГОКО):
- за боевые заслуги — преобразовано большинство гвардейских воинских формирований Красной Армии и Флота проявивших себя в боях частей и соединений;
- при формировании[11] — части реактивной артиллерии (ГМЧ КА)[1], части воздушно-десантных войск (ВДВ)[2], специальные части инженерных войск[3], Отдельные гвардейские тяжёлые танковые полки и Гвардейское танковое Таманское училище[12][13];
- по преемственности — вновь сформированные части, соединения и объединения, в состав которых вошли части (соединения), ранее получившие звание гвардейских. Например, 40-я гвардейская пушечная артиллерийская бригада, получившая от 69-го гвардейского пушечного артиллерийского полка наряду с орденами и звание «гвардейская»[14];
- при переформировании[15] — например, гвардейские воздушно-десантные дивизии были переформированы в гвардейские стрелковые дивизии[16][17];
- по принадлежности — например, 2-е Омское гвардейское миномётно-артиллерийское училище[18], принадлежало к ГМЧ КА; 172 ГМП и 173 ГМП вошли в состав 9 гв. А;
- к юбилею — например, 1-е Ульяновское гвардейское танковое училище имени Ленина[19];

Существовали другие варианты формирования советской гвардейской части:
- при создании[21] — например, 1-я гвардейская армия 1-го, 2-го и 3-го формирований.
- при повторном формировании — гвардейская часть, которая была расформирована по какой-либо причине, формировалась ещё раз, — 2-е формирование, 3-е формирование. Например, на базе отдельного гвардейского дивизиона формируют отдельный гвардейский полк, но нумерацию расформированного полка присваивали вновь сформированной гвардейской части.
- при переименовании — при смене нумерации или наименования гвардейской части[22]. Например, гвардейские авиационные полки за время войны несколько раз меняли наименования и нумерацию.Гвардейское Боевое знамя 6-го гвардейского истребительного авиационного корпуса (обр. 1943 г.)

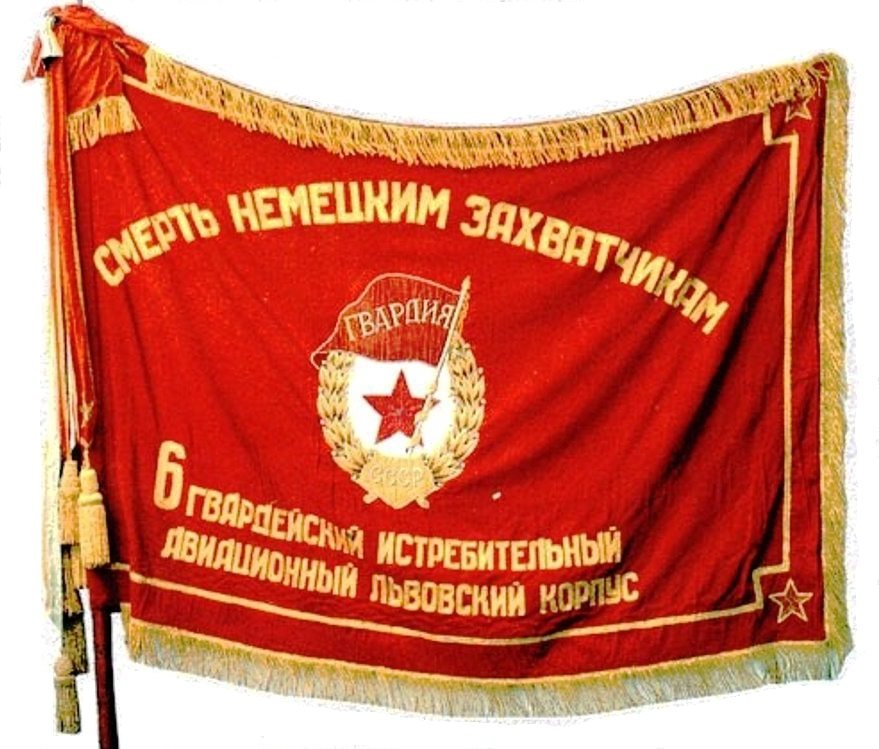
Гвардейское Боевое знамя 6-го гвардейского истребительного авиационного корпуса (обр. 1943 г.)

### Рождение Советской гвардии
Впервые звания «гвардейских» в июле 1941 года были присвоены стрелковым дивизиям народного ополчения ЛАНО — 1-я гвардейская ДНО, 2-я гвардейская ДНО, 3-я гвардейская ДНО и 4-я гвардейская ДНО.

4 августа 1941 года первой гвардейской частью, по предложению наркома общего машиностроения П. И. Паршина, стал гвардейский миномётный полк, вооружённый «Катюшами» БМ-13 и названный в честь Народного комиссариата общего машиностроения; полк получил в дальнейшем порядковый номер 9. Верховному главнокомандующему И. В. Сталину понравилась идея именовать новый вид артиллерии «гвардейским», и последующие части реактивной артиллерии также стали называться «гвардейскими», а с 8 сентября 1941 года все части реактивной артиллерии вошли в состав специального формирования, получившего название Гвардейские миномётные части Красной Армии (ГМЧ КА).                                                                                                                                           

Гвардейский Военно-морской флаг, 1950—1992 годов

18 сентября 1941 года по решению Ставки ВГК и приказа наркома обороны Союза ССР от 18 сентября 1941 года № 308, четыре стрелковые дивизии — 100-я, 127-я, 153-я и 161-я — «за боевые подвиги, за организованность, дисциплину и примерный порядок» были переименованы в 1-ю, 2-ю, 3-ю и 4-ю гвардейские стрелковые дивизии соответственно.

2. В соответствии с постановлением Верховного Совета Союза ССР указанным дивизиям вручить особые гвардейские знамёна.
3. Всему начальствующему (высшему, старшему, среднему и младшему) составу с сентября 1941 г. во всех четырёх гвардейских дивизиях установить полуторный, а бойцам двойной оклад содержания.

4. Начальнику тыла Красной Армии разработать и к 30 сентября представить проект особой формы одежды для гвардейских дивизий.
На первом этапе войны при преобразовании авиационных полков в гвардейские в качестве поощрения полкам дополнительно придавалась одна эскадрилья самолётов.
Первой в ВМФ гвардейского почётного звания 5 января 1942 года была удостоена 71-я морская стрелковая бригада под командованием полковника Я. П. Безверхова.
Приказом наркома ВМФ СССР № 10 от 18 января 1942 года вводились особые гвардейские знамёна.
3 апреля 1942 года приказом наркома ВМФ СССР № 72 адмирала Кузнецова гвардейские почётные звания получили: крейсер «Красный Кавказ», эсминец «Стойкий», минный заградитель «Марти», тральщик Т-205 «Гафель», подводные лодки: Д-3 «Красногвардеец», М-171, М-174, К-22.
Приказом наркома ВМФ СССР № 100 от 16 мая 1942 года утверждены гвардейские воинские звания для корабельного и берегового составов ВМФ:
- для корабельного состава гвардейских кораблей, частей и соединений ВМФ гвардейские воинские звания установлены с приставкой «гвардейского экипажа» (например, гвардейского экипажа капитан 1-го ранга) для всего офицерского состава от младшего лейтенанта до адмирала;
- для не корабельного и берегового состава гвардейских частей и соединений ВМФ гвардейские воинские звания оставлены в варианте, аналогичном гвардейским частям и соединениям Красной Армии (например, гвардии инженер-капитан 3-го ранга) для всего офицерского состава от младшего лейтенанта до адмирала и генерал-полковника.

Указом Президиума Верховного Совета СССР от 21 мая 1942 года и приказа НКО СССР № 167 от 28 мая 1942 года, вводились гвардейские воинские (в терминологии того времени — военные) звания, отличающиеся от обычных введением приставки «гвардии» (для армии, а также для береговой обороны и авиации ВМФ) и «гвардейского экипажа» (для корабельного состава ВМФ). Через два месяца, 31 июля 1942 года, приставка «гвардейского экипажа» упрощена до «гвардии». Для гвардейцев был учреждён нагрудный знак «Гвардия». Но несмотря на то, что знак учреждён для всех ВС СССР, в ВМФ решили учредить свой гвардейский знак — обтянутую гвардейской лентой прямоугольную пластину, а также использовать гвардейскую ленту на фуражках-бескозырках матросов.
В гвардейских кавалерийских частях до 1943 года к званию «гвардии» приписывали принадлежность к роду войск — «гвардии казачьих войск». Например, «гвардии казачьих войск казак» или «гвардии казачьих войск майор».
Приказом № 118 наркома ВМФ адмирала Н. Г. Кузнецова от 3 июня 1942 года «Об изготовлении нагрудного знака „Гвардия“» определены количество и сроки изготовления нагрудных знаков установленного образца для военнослужащих гвардейских частей и соединений ВМФ.

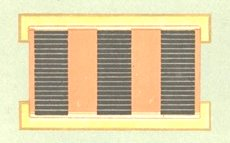
Знак «Гвардия» (ВМФ) «золочёный» — для начальствующего состава и мичманов. (1942—1961)

Приказом № 142 от 19 июня 1942 года нарком ВМФ установил особые знаки отличия для гвардейцев флота и Гвардейский Военно-морской флаг.
Нагрудные знаки «Гвардия» для ВМФ были двух видов: «золочёный» — «для начальствующего состава и мичманов» и «серебрёный» — «для рядового состава, старшин 2-й и 1-й статьи и главных старшин». Из приказа: «Особый нагрудный знак, крепится: на кителе — на правой стороне груди над центром карманного клапана, нижний край знака на 1 см выше карманного клапана; на тужурке и плащ-пальто — на правой стороне груди на 3 см выше соска; на мундире, бушлате двубортной и однобортной шинелях — на правой стороне груди, посередине между 2-й и 3-й пуговицами; на форменной и фланелевой рубахах — на правой стороне груди, на 3 см выше соска.». Для личного состава береговой службы ВМФ оставили гвардейский знак, принятый указом ПВС СССР от 21 мая 1942 года.

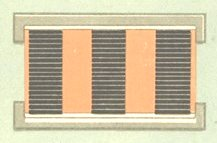
Знак «Гвардия» (ВМФ) «серебрёный» — для рядового состава, старшин 2-й и 1-й статьи и главных старшин. (1942—1961)

Хотя приказом наркома ВМФ СССР № 142 от 19 июня 1942 года учреждался только гвардейский Военно-морской флаг, но подводной лодке Д-3 «Красногвардеец», преднамеренно или ошибочно, 21 июня 1942 года был присвоен Гвардейский Краснознамённый Военно-морской флаг — модификация гвардейского Военно-морского флага.
11 июня 1943 года вышел указ ПВС СССР «Об утверждении образцов Красных Знамён для Гвардейской армии и Гвардейского корпуса».
21 июня 1943 года вышел приказ НКО СССР № 240 «О правилах ношения орденов, медалей, орденских лент, лент медалей и военных знаков отличия военнослужащими Красной Армии». В п. 3 написано: «… Ношение военных знаков отличия (знаки числа ранений, знак „Гвардия“, значки отличников родов войск и другие) — обязательно при парадной, повседневной и полевой форме одежды».
5 февраля 1944 года вышел Указ ПВС СССР «Об утверждении нового образца Красного Знамени, Гвардейского Красного Знамени и Положения о Красном Знамени войсковых частей и соединений Военно-Морского Флота», где приводилось «Описание Гвардейского Красного Знамени гвардейских частей и соединений Военно-Морского Флота».
Из Описания: «…На лицевой (правой) стороне полотнища, по центру его, помещён портрет Ленина, вышитый из цветных шёлковых тканей (аппликация). На оборотной (левой) стороне полотнища, по центру его, помещён Гвардейский Военно-морской флаг, вышитый из цветных шёлковых тканей (аппликация)».
В дальнейшем, в ходе войны, многие закалённые в боях части и соединения Красной Армии были преобразованы в гвардейские. Существовали гвардейские надводные и подводные корабли, отряды, батареи, роты, эскадрильи, парки, батальоны, дивизионы, эскадроны, полки, бригады, укреплённый район, дивизии, корпуса, конно-механизированная группа, армии и военные училища.

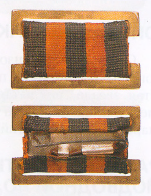
Гвардейский знак ВМФ СССР, вариант для командного и начальствующего состава. Принадлежал капитану 2-го ранга (впоследствии контр-адмиралу) А. М. Гущину, командиру (1941—1942) крейсера «Красный Кавказ»

К концу войны советская гвардия включала свыше 4500 частей, кораблей и объединений. Из них: 11 армий и 6 танковых армий; одна конно-механизированная группа; 40 стрелковых, 7 кавалерийских, 12 танковых, 9 механизированных и 14 авиационных корпусов; 215 дивизий: 117 стрелковых, 9 воздушно-десантных, 17 кавалерийских, 6 артиллерийских, 53 авиационных, 6 зенитных артиллерийских и 7 миномётных (реактивный артиллерии) дивизий; 18 надводных кораблей, 16 подводных лодок и большое количество частей различных видов и родов войск.

## Советская гвардия (1941—1945)
В Красной армии почётного звания гвардейских удостоены:
/ количество — название части — (условное сокращение) /

### Гвардейские армии
- 11 армий (Гв. А);
- 6 танковых армий (Гв. ТА);
- одна отдельная воздушно-десантная армия (Гв. ОВДА)[41][42].

### Гвардейские корпусаи Конно-механизированная группа
- 40 стрелковых корпусов (гв. ск);
- 4 кавалерийских корпуса (гв. кк);
- три казачьих кавалерийских корпуса (гв. ккк);
- 12 танковых корпусов (гв. тк);
- 9 механизированных корпусов (гв. мк);
- 14 авиационных корпусов (гв. ак);
- один истребительный авиационный корпус ПВО
- три воздушно-десантных корпуса (гв. вдк);
- одна конно-механизированная группа (1 Гв. КМГ);

### Гвардейские дивизии
- 117 стрелковых дивизий (гв. сд)[43];
- 10 воздушно-десантных дивизий (гв. вдд)[44];
- 8 кавалерийских дивизий (гв. кд);
- 9 казачьих кавалерийских дивизий (гв. ккд);
- 6 артиллерийских дивизий (гв. артд) — ?;
- 6 артиллерийских дивизий прорыва РГК (гв. адп РГК);
- одна тяжёлая пушечная артиллерийская дивизия (гв. тпад);
- одна тяжёлая артиллерийская дивизия прорыва (гв. тадп)[45];
- (3) 40 мотострелковых дивизий (гв. мсд);
- авиационные дивизии:
  - двадцать бомбардировочных и транспортных авиационных дивизий;
  - четырнадцать штурмовых и минно-торпедных авиационных дивизий;
  - девятнадцать истребительных авиационных дивизий;
  - девять авиационных дивизий дальнего действия;
  - одна истребительная авиационная дивизия ПВО;
- 5 зенитно-артиллерийских дивизий (гв. зенад);
- 7 миномётных дивизий /реактивной артиллерии/ (гв. минд);
- одна горно-стрелковая дивизия (гв. гсд)[46];
- 4 стрелковые дивизии народного ополчения (гв. сд НО);

### Гвардейские бригады
- 45 пушечных артиллерийских бригад (гв. пабр);
- 13 стрелковых бригад (гв. сбр)[47];
- 14 мотострелковых бригад (гв. мсбр);
- 8 воздушно-десантных бригад (гв. вдбр)[48];
- 68 танковых бригад (гв. тбр);
- 28 механизированных бригад (гв. мбр);
- три самоходных артиллерийских бригады (гв. сабр)[49];
- 64 артиллерийские бригады (гв. абр):
- 32 пушечных артиллерийских бригады (гв. пабр);
- 4 корпусных артиллерийских бригады (гв. кабр);
- 10 гаубичных артиллерийских бригад (гв. габр);
- 6 лёгких артиллерийских бригад (гв. лабр);
- две тяжёлых артиллерийских бригады (гв. табр)[50];
- 9 дивизионных артиллерийских бригад (гв. дабр).
- две истребительные бригады (гв. ибр)[51];
- одна миномётная бригада (гв. минбр);
- 12 истребительно-противотанковых артиллерийских бригад (гв. ипатбр)[52];
- 41 миномётная бригада /реактивной артиллерии/ (гв. минбр);
- одна отдельная моторизованная инженерная бригада (гв. омибр)[53];
- 6 инженерных бригад (гв. инжбр);
- 54 дивизионные артиллерийских бригады (гв. див.абр);
- 4 тяжёлых гаубичных артиллерийских бригады разрушения (гв. тгабр);
- одна бригада минёров (гв. обр минёров)[54];
- одна штурмовая инженерно-сапёрная бригада (1 гв. шисбр);
- две отдельных инженерных бригады специального назначения (гв. оибр СпН)[55];
- две мотоштурмовые инженерно-сапёрные бригады (гв. мшисбр)[56];
- три мотоинженерные бригады (гв. мибр);
- одна железнодорожная бригада (1 гв. ждбр);
- один укреплённый район (гв. ур)[6].

### Гвардейские полки
- 115 миномётных полков /реактивной артиллерии/ (гв. минп);
- 40 миномётных полков (гв. минп);
- 351 стрелковый полк (гв. сп);
- 24 кавалерийских полка (гв. кп);
- 27 казачьих кавалерийских полков (гв. ккп)[57];
- 24 танковых полка (гв. тп);
- 10 отдельных тяжёлых танковых полков (гв. оттп);
- 12 отдельных танковых полков прорыва (гв. отпп);
- 6 тяжёлых самоходных артиллерийских полков (гв. тсап);
- 16 артиллерийско-миномётных полков (гв. артминп);
- один конно-артиллерийско-минометный полк (гв. камп)[58];
- три конно-миномётных полка /реактивная артиллерия/ (гв. кминп)[59];
- 42 пушечных артиллерийских полка (гв. пап);
- 40 истребительных противотанковых артиллерийских полков (гв. иптап);
- 30 воздушно-десантных стрелковых полков (гв. вдсп);
- 9 воздушно-десантных артиллерийских полков (гв. вдап);
- 42 гаубичных артиллерийских полка (гв. гап);
- 156 артиллерийских полков (гв. ап);
- 274 лёгких артиллерийских полка (гв. лап);
- 368 зенитных артиллерийских полков (гв. зенап);
- 7 зенитных артиллерийских полков ПВО (гв. зенап ПВО);
- один зенитный прожекторный полк (гв. зенпрожп)[60];
- 6 самоходных артиллерийских полков (гв. сап);
- 14 истребительных авиационных полков ПВО (гв. иап ПВО);
- 78 истребительных авиационных полков (гв. иап);
- 9 истребительных авиационных полков ВМФ;
- 48 штурмовых авиационных полков (гв. шап);
- 59 бомбардировочных авиационных полков (гв.бап);
- 2 бомбардировочных авиационных полка ВМФ;
- 7 отдельных полков связи (гв. опс);
- 4 отдельных авиационных полка Гражданского Воздушного флота (гв. оавп ГВФ)[61];
- три авиационных полка дальних разведчиков Главного командования КА (гв. авп ДР ГК)[62];
- три отдельных авиационных полка связи (гв. оавпс)[63];
- три транспортных авиационных полка (гв. трап)[64];
- 6 мотоциклетных полков (гв. мцп);
- 4 горно-стрелковых полка (гв. гсп)[65];
- 6 мотострелковых полков (гв. мсп);
- один отдельный учебный автомобильный полк (огу ап гмч)[66].

### Гвардейские парки,дивизионы, эскадроны,батальоны, эскадрильи,батареи, роты и отряды
- 4 артиллерийских парка (гв. артп)[67];
- 40 отдельных миномётных дивизионов /реактивной артиллерии/ (гв. оминдн)[68];
- 135 отдельных истребительно-противотанковых дивизионов (гв. оиптдн)[69];
- (25) 117 отдельных самоходных артиллерийских дивизиона (гв. осадн);
- 10 отдельных конно-артиллерийских дивизионов (гв. окартд);
- 7 конно-миномётных дивизиона /реактивной артиллерии/ (гв. кминдн)[70];
- 7 отдельных учебных кавалерийский дивизионов (огв. уч. кав. д-н)[71];
- 44 отдельных миномётных дивизиона (гв. оминдн)[72];
- 10 отдельных эскадронов химической защиты (гв. оэхз);
- 10 отдельных разведывательных эскадронов (гв. орэ);
- 19 отдельных разведывательных артиллерийских дивизиона (гв. орадн);
- 19 отдельных зенитно-артиллерийских дивизиона (гв. озадн);
- два зенитных артиллерийских дивизиона ПВО (гв. зенадн)[73];
- 16 отдельных дивизиона ПВО (гв. одн ПВО);
- 20 отдельных мотоциклетных батальонов (гв. омцб);
- 11 отдельных бронеавтомобильных батальонов (гв. обаб);
- один отдельный моторизованный батальон особого назначения (гв. омб осназ)[74];
- три отдельных мотосапёрных батальонов (гв. омсапб);
- один отдельный моторизованный инженерный батальон (гв. омиб);
- 30 отдельных миномётных батарей /реактивной артиллерии/ (гв. оминбатр);
- 12 горно-вьючных миномётных батарей /реактивной артиллерии/ (гв. гвминбатр);
- 14 отдельных зенитных батарей (гв. озенбатр)[75];
- 9 отдельных авиационных эскадрилий связи (гв. оаэс);
- три отдельных корректировочных авиационных эскадрилий (гв. окаэ)[76];
- одна отдельная авиационная эскадрилья ночных дальних разведчиков (гв. оаэндр)[77];
- одна отдельная разведывательная авиационная эскадрилья (гв. ораэ)[78];
- одна отдельная авиаэскадрилья ГВФ (гв. оавэ ГВФ)[79];
- 198 отдельных батальонов связи (гв. обс);
- 117 отдельных сапёрных дивизиона (гв. осапб);
- 21 отдельных сапёрных эскадронов (гв. осапэ);
- 122 отдельных сапёрных батальонов (гв. осб);
- 6 отдельных эскадронов связи (гв. оэс);
- 117 сапёрных батальонов (гв. сапб);
- 117 отдельных медико-санитарных батальонов (гв. омсб);
- 8 отдельных инженерно-сапёрных батальонов (гв. оисб);
- 20 инженерно-сапёрных батальонов (гв. инжсапб);
- 12 отдельных мотоинженерных батальонов (гв. омиб);
- 6 отдельных штурмовых инженерно-сапёрных батальонов (гв. ошисб);
- 11 отдельных мотоштурмовых инженерно-сапёрных батальонов (гв. омшисб);
- 11 отдельных батальонов инженерных заграждений (гв. обиз)[80];
- 30 отдельных пулемётных батальонов (гв. опб)[81];
- 5 отдельных пулемётно-артиллерийских батальонов (гв. опаб);
- два отдельных миномётных батальона (гв. оминб)[82];
- 5 отдельных электротехнических батальонов (гв. оэтб);
- один батальон электрозаграждений (гв. бэз[83]);
- 20 отдельных батальонов минёров (гв. об минёров / гв. отд. б-н минёров)[84];
- два отдельных батальона спецминирования (гв. обсм)[85];
- три отдельных моторизованных понтонно-мостовых батальонов (гв. омпмб);
- три отдельных восстановительных железнодорожных батальонов (гв. овждб);
- 5 отдельных автогужтранспортных батальонов (гв. оагтб)[86];
- один отдельный автотранспортный батальон (гв. оатб)[87];
- два отдельных танковых батальона (гв. тб)[88];
- два отдельных разведывательных батальона (гв. орб)[89];
- 117 отдельных учебных батальонов (огв. уч. бат)[90];
- 165 отдельных рот связи (гв. орс)[91];
- 129 отдельных разведывательных рот (гв. орр);
- 117 отдельных авторот подвоза (гв. оарп);
- 4 автотранспортные роты (гв. атр)[92];
- одна отдельная автотранспортная рота подвоза ГСМ (гв. оатрп)[93];
- одна отдельная зенитная артиллерийская батарея (гв. озабатр);
- 60 рот связи (гв. рс);
- 134 отдельных рот химической защиты (гв. орхз);
- две отдельные роты управления (гв. ору);
- одна отдельная сапёрная рота (гв. осапр)[94];
- три отдельных инженерно-минных рот (гв. оимр)[95];
- 60 рот минёров (гв. рминёров)[96];
- два отдельных отряда электрификации (гв. ооэ)[97];

### Гвардейские военные училища
- 1-е гвардейское Московское Краснознамённое, ордена Красной Звезды артиллерийское училище имени Л. Б. Красина (1 гв. МКАУ)[98];
- 2-е гвардейское Омское миномётно-артиллерийское училище (2 гв. ОМАУ)[18];
- Ульяновское гвардейское танковое училище (УГТУ)[19];
- Харьковское гвардейское танковое училище (ХГТУ)[12];
- Гвардейское танковое Таманское училище[12]
- 2-е гвардейское Сивашское Краснознамённое танковое училище[12].

## «Морская гвардия»
В ВМФ ВС СССР звания гвардейских были удостоены корабли, воинские части и соединения:
/ количество — название — (условное сокращение) /
- 18 надводных кораблей (крейсера «Красный Кавказ», «Красный Крым»; эскадренные миноносцы «Стойкий», «Гремящий», «Сообразительный»; минные заградители «Марти», «Охотск»; тральщики Т-205 «Гафель» , Т-411 «Защитник», Т-278, Т-281; сторожевые корабли СКР-2, «Метель»; мониторы «Свердлов», «Сунь Ятсен»; канонерские лодки «Красная Звезда», «Пролетарий»; сторожевой катер СКА-065);
- 16 подводных лодок в годы Великой Отечественной войны (Д-3, К-22, М-171, М-174, Щ-205, Щ-303, Л-3, М-35, Щ-402, Щ-422, С-33, Щ-215, М-62, С-56) и две в послевоенное время (К-116, К-133);
- 13 дивизионов бронекатеров (гв. ДБКА);
- два дивизиона малых охотников (гв. ДМО);
- одна авиационная дивизия (гв. иад ВВС КБФ);
- одна минно-торпедная авиационная дивизия (гв. мтад ВВС ЧФ);
- два авиационных полка ВВС Ф (гв. авп);
- 11 истребительных авиационных полка ВВС Ф (гв. иап);
- два зенитно-артиллерийских полка ПВО Ф (гв. зенап);
- 4 минно-торпедных авиационных полка ВВС Ф (гв. мтап);
- 8 штурмовых авиационных полков ВВС Ф (гв. шап ВВС);
- один пикировочно-штурмовой авиационный полк (гв. пшап ВВС КБФ);
- один пикирующий бомбардировочный авиационный полк (гв. пбап ВВС КБФ);
- две морские стрелковые бригады (гв. морсбр)[99];
- одна бригада морской пехоты (гв. брморп);
- две морские железнодорожные артиллерийские бригады (1 гв. морбр ЖДА / 1 гв. мор. ждабр КБФ);
- один миномётный полк моряков (гв. минп (м))[100];
- 6 отдельных зенитно-артиллерийских дивизиона (гв. озенадн)[101];
- два железнодорожных артиллерийских дивизиона (гв. ждарт. д-н)[102];
- 4 отдельных миномётных дивизиона моряков (гв. миндн (м))[103];
- один миномётный дивизион моряков на дрезинах (гв. миндн др (м))[104];
- один отдельный батальон морской пехоты (гв. обмп);
- одна отдельная железнодорожная артиллерийская батарея (гв. ождабатр)[105];
- одна отдельная тяжёлая артиллерийско-железнодорожная батарея береговой обороны (гв. отд. тяж. арт. ж/д батр. БО ТМОР БФ)[106];
- один разведывательный отряд штаба (гв. развед. отряд ш)[107];
- два отряда бронекатеров (гв. оБКА);

а также ряд отдельных (все перечисленные) дивизионов, батальонов, отрядов, рот и батарей различных родов войск и сил и специальных войск.

## Послевоенное время
После завершения Великой Отечественной войны некоторое количество гвардейских частей, соединений и объединений базировались в Восточной Европе. В частности, в Группе советских оккупационных войск в Германии (позднее — ГСВГ, ЗГВ) дислоцировалось 139 гвардейских частей, соединений и объединений.
В мирное время преобразование объединений, соединений, частей и кораблей в «Гвардейские» не производились. Но в целях сохранения боевых традиций «Гвардейские» почётные звания, принадлежащие частям, кораблям, соединениям и объединениям, при их переформировании (расформировании) или по преемственности, передавались другим объединениям, соединениям, частям и кораблям.
Исключением стали АПЛ «К-133» и «К-116», которым, за успешное выполнение межтеатрового перехода с Северного на Тихоокеанский флот через пролив Дрейка без всплытий 14 апреля 1966 года присвоено почётное звание «Гвардейская». Но и в этом случае К-133 унаследовала гвардейский флаг балтийской Щ-303, а К-116 — флаг североморской Щ-422.

Гвардейский Военно-морской флаг кораблей (катеров) пограничных войск МГБ СССР, 1950—1964 гг.

16 ноября 1950 года вышло постановление Совета Министров СССР (СМ СССР) № 4662 «О военно-морских флагах Союза ССР», которым официально утверждён гвардейский Краснознамённый Военно-морской флаг. Из описания: «…поверх рисунка красной звезды помещено изображение ордена Красного Знамени. На военно-морских флагах кораблей, награждёнными другими орденами Советского Союза, поверх рисунка красной звезды помещено изображение того ордена, которым награждён корабль».

Гвардейский Краснознамённый Военно-морской флаг кораблей (катеров) пограничных войск МГБ СССР, 1950—1964 гг.

Постановлением СМ СССР от 16 ноября 1950 года утверждался гвардейский Военно-морской флаг кораблей (катеров) пограничных войск МГБ СССР и гвардейский Краснознамённый Военно-морской флаг для кораблей (катеров) пограничных войск МГБ СССР, которых не существовало. Поэтому 21 апреля 1964 года они были отменены.
Директивой ГШ ВС СССР № 606262 от 23.12.1950 года с 1.01.1951 года вручение гвардейских знаков было прекращена.
Приказом Военно-Морского Министра СССР № 170 от 12 сентября 1951 года были введены «Правила ношения флотской формы одежды, орденов и медалей военнослужащими Военно-Морских Сил», которыми запрещено ношение на шинелях орденов, медалей и нагрудных знаков и разрешено ношение орденских лент, лент медалей и гвардейского знака только на парадах и смотрах каждый раз по особому на то приказанию начальником гарнизона и выше.
Приказом МО СССР № 254 от 10.11.1961 года «О нагрудном знаке „Гвардия“» было восстановлено вручение гвардейских знаков для всех ВС СССР, а знак-пластина для ВМФ упразднён. Ношение знака «Гвардия» было установлено только «на время прохождения службы в гвардейских частях и на кораблях». Согласно приказу, «офицеры, генералы и адмиралы гвардейских частей и соединений, при назначении их с понижением в должности в дисциплинарном порядке, лишаются гвардейского звания и переводятся из гвардии».
Приказом МО СССР № 82 от 4 апреля 1962 года «О нагрудных знаках военнослужащих Советской Армии и ВМФ» определены знаки, допустимые к ношению на форме военнослужащих. Нагрудный знак «Гвардия» корабельного состава образца 1942 года отменён, для ношения всем личным составом гвардейских частей (соединений) введён общевойсковой знак «Гвардия».
21 апреля 1964 года постановлением СМ СССР № 334 «О военно-морских флагах СССР» гвардейский Краснознамённый Военно-морской флаг был повторно утверждён (уменьшен размер рисунка красной звезды).
3 июля 1982 года вышел приказ МО СССР № 175, заменивший приказы НКО СССР № 167 от 28 мая 1942 года и МО СССР № 254 от 10 ноября 1961 года, которые утратили свою силу.

### Постсоветская гвардия
После распада Советского Союза гвардейские части, соединения и объединения сохранились в таких постсоветских странах, как Россия, Белоруссия, Украина, Казахстан, Киргизия.
В Российской Федерации
Решениями Чрезвычайной сессии Верховного Совета России от 21-23 августа 1991 года, Президент РСФСР Б. Н. Ельцин поручил вице-президенту РСФСР А. В. Руцкому приступить к формированию Российской гвардии, но проект создания Российской гвардии был отложен на неопределённый срок.
Указом Президента РФ № 2032 от 22 декабря 2000 года в связи с 300-летним юбилеем Российской гвардии был учреждён День российской гвардии, отмечаемый ежегодно — 2 сентября.
В постсоветской России к боевому знамени (нового образца, на которые заменены в ходе реформ красные боевые знамёна советского образца) гвардейских воинских частей и соединений к древку прикрепляется георгиевская лента и навершие высотой 24 см (вместо рельефного герба внутри копьевидного навершия высотой 20 см у не гвардейских) с «двуглавым орлом с расправленными крыльями. На груди орла — заострённый книзу щит со штоком, восходящим к короне. На щите — всадник, поражающий копьём дракона. В лапах орёл сжимает лавровый венок и перуны. Орёл восседает на шаре, прикреплённом к декоративно оформленной цилиндрической втулке». Боевое знамя называется при этом «георгиевское». Георгиевское знамя — «высший знак отличия воинской части».
Первой[уточнить] частью[уточнить], которой было присвоено, а не унаследовано от советских предшественников, почётное наименование «гвардейская», стала 22-я отдельная бригада специального назначения.
В 2015 году почётное звание «гвардейская» было присвоено 83-й отдельной десантно-штурмовая бригаде (участие в Сирии). Указом Президента Российской Федерации от 29.01.2018 года № 36 810-я отдельной бригаде морской пехоты было присвоено почётное наименования «гвардейская». К 100-летию образования, Рязанскому высшему воздушно-десантному командному училищу распоряжением Правительства Российской Федерации № 245-р от 17 февраля 2018 года присвоено почётное наименование «гвардейское». В 2019 году звание «гвардейская» было присвоено 16-й отдельной бригаде специального назначения. В 2022 году звания «гвардейская» были присвоены 126-й отдельной бригаде береговой обороны, 155-й отдельной бригаде морской пехоты, 64-й отдельной мотострелковой бригаде, 15-й отдельной мотострелковой миротворческой бригаде (участие на Украине).

## Гвардейские объединения, соединения и частиРККА(1941—1945 гг.)
| Наименование объединения, соединения, части (преобразована из), командир или командующий | В составе: дивизии, корпуса, армии, фронта / округ       | Дата присвоения, приказ                                           |
| --- | -------------------------------------------------------- | ----------------------------------------------------------------- |
| 9-й гвардейский миномётный полк им. Наркомата Общего Машиностроения, подполковник Шамшин И. А. | МВО (при формировании)                                   | Постановление ГОКО № ГКО-392сс от 4.08.1941 г.                    |
| Гвардейские миномётные полки (с 1-го по 8-й). Командиры: 1-го — майор Шмаков В. А., 2-го — майор Шенкер И. С., 3-го — майор Кулешов П. Н., 4-го — майор Нестеренко А. И., 5-го — майор Воеводин Л. М., 6-го — майор Королёв Ф. Г., 7-го — майор Пешков А. И., 8-го — полковник Зубанов А. Д. | МВО (при формировании)                                   | Приказ СВГК КА № 04 от 8.08.1941 г.                               |
| 1-я гвардейская стрелковая дивизия (100-я стрелковая дивизия), генерал И. Н. Руссиянов | 24-я А, РезервФ                                          | 18.09.41, приказ № 308, НКО СССР                                  |
| 2-я гвардейская стрелковая дивизия (127-я стрелковая дивизия), полковник А. З. Акименко | ОГ полковника Акименко А З.БрянФ                         | 18.09.41, приказ № 308, НКО СССР                                  |
| 3-я гвардейская стрелковая дивизия (153-я стрелковая дивизия), полковник Н. А. Гаген | 16 и 20 А ЗапФ , 54 А, ЛенФ                              | 18.09.41, приказ № 308, НКО СССР                                  |
| 4-я гвардейская стрелковая дивизия (161-я стрелковая дивизия), полковник П. Ф. Москвитин | 20 А Западный фронт                                      | 18.09.41, приказ № 308, НКО СССР                                  |
| 7-я гв. армия (преобразована из 64-й А) | Воронежский фронт                                        | Директива СВГК КА от 16.04.1943                                   |
| 1-я гвардейская мотострелковая дивизия (1-я танковая дивизия), полковник А. И. Лизюков | МЗО                                                      | 21.09.41, № 311, НКО СССР                                         |
| 1-е гвардейское Московское миномётно-артиллерийское Краснознамённое ордена Красной Звезды училище им. Л. Б. Красина (1-е МКАУ), полковник Бажанов Ю. П.. | 16 А МЗО. За оборону Москвы на Волоколамском направлении | Приказ НКО СССР № 0432 от 17.11.1941 г.                           |
| 1-я гвардейская танковая бригада (4-я танковая бригада), полковник М. Е. Катуков | 16 А, ЗапФ                                               | 18.11.41, НКО № 337                                               |
| 1-й гвардейский кавалерийский корпус (2-й кавалерийский корпус им. СНК УССР), генерал-майор Баранов В. К. | ЗапФ                                                     | 26.11.1941 № 342, НКО                                             |
| 1-я гвардейская кавалерийская дивизия (5-я кавалерийская дивизия), полковник Баранов В. К. | 1-й гв. кк ЗапФ                                          | 26.11.1941 № 342 НКО                                              |
| 2-я гвардейская кавалерийская дивизия (9-я кавалерийская дивизия), полковник Осликовский Н. С. | 1-й гв. кк ЗапФ                                          | 26.11.1941 № 342 НКО                                              |
| 49-я отдельная гвардейская разведывательная рота | 1-й мехкорпус                                            |                                                                   |
| 4-й гвардейский пикирующий бомбардировочный авиаполк, п/п Добыш Ф. И., п/п Перепелица И. М. | 4 А, ВолФ                                                | 12.1941                                                           |
| 1-я гвардейская железнодорожная бригада (28-я железнодорожная бригада), полковник Н. В. Борисов | железнодорожные войска                                   | 28.04.42, № 127, НКО СССР                                         |
| 30-я гвардейская стрелковая дивизия (238-я стрелковая дивизия), генерал-майор Кулешов А. Д. | 49 А, ЗапФ                                               | 24.05.42, НКО СССР                                                |
| 92-й гвардейский миномётный полк, гв. майор Царёв П. П. | МВО                                                      | 5.1942                                                            |
| 85-й гвардейский гаубичный артиллерийский полк (594-й пушечный артиллерийский полк), подполковник В. Ф. Чиликин | Резерв Главного Командования                             | 16.08.1942                                                        |
| Гвардейская бригада минёров (37-я сапёрная бр), полковник Тюлев С. С. | ЗапФ                                                     | Пр. НКО от 17.08.1942                                             |
| 8-я гвардейская танковая Краснознамённая ордена Суворова бригада, п/п Орлов | 20 ТК 5 ТА 2 Украинский фронт                            | Пр НКО № 332 от 20.10.1942                                        |
| 316-й гвардейский миномётный полк, п/п Васильчев М. Е. | МВО                                                      | Приказ по ГМЧ № 0147 от 24.11.1942                                |
| 39-я гвардейская стрелковая дивизия (из 7 вдд), генерал-майор С. С. Гурьев | 1 гв. А с 9.1942 года 62 гв. А СталФ                     | НКО СССР № от 12.1942                                             |
| 2-е Омское гвардейское миномётно-артиллерийское училище, генерал-майор Грудяев П. О. | Входило в состав ГМЧ КА                                  | Приказ НКО СССР № 00244 от 26.11.1942                             |
| 290-й гвардейский стрелковый полк (из 989 сп), подполковник Заярный Фёдор Максимович | 66 А ДонФ                                                | 12.1942                                                           |
| 2-й гвардейский танковый корпус (из 24-й танковый корпус) | СталФ                                                    | 26.12.1942, № 412, НКО СССР                                       |
| 69-я гвардейская стрелковая дивизия (120-я стрелковая дивизия), генерал-майор К. К. Джахуа | 21-я А, СталФ                                            | 06.02.43, № , НКО СССР                                            |
| 46-й гвардейский ночной бомбардировочный авиационный полк (из 588 бап), майор Бершанская Е. Д. |                                                          | НКО СССР № 64 от 8.02.1943                                        |
| 174-й гвардейский конно-артиллерийско-минометный полк, капитан Красношапка Г. И. | 1 гв. кд ВорФ                                            | 1943                                                              |
| 75-я гвардейская стрелковая дивизия (95-я стрелковая дивизия), генерал-майор В. А. Горишний | 62 А, СталФ                                              | 01.03.43, № 104, НКО СССР                                         |
| 76-я гвардейская стрелковая дивизия (157-я стрелковая дивизия), генерал-майор А. В. Кирсанов | 64 А СталФ, ДонФ                                         | 01.03.43, № 104, НКО СССР                                         |
| 237-й гвардейский стрелковый полк (633-й стрелковый полк) | 157-я сд, 64 А, СталФ / ДонФ                             | 01.03.43, № 104, НКО СССР                                         |
| 15-й гвардейский бомбардировочный Севастопольский Краснознамённый авиационный полк | 4-й гв. бак                                              | НКО СССР № 138 от 26.03.1943                                      |
| 1-й гвардейский укреплённый район (из 76-го УР), комендант гв. полковник Никитин С. И. |                                                          | 4.05.1943                                                         |
| 1-е гвардейское Ульяновское Краснознамённое танковое училище, генерал-майор танковых войск Кашуба В. Н. | В честь 25-летия училищу.                                | Приказ № 252 НКО СССР от 28.06.1943 г.                            |
| 1-я гвардейская штурмовая инженерно-сапёрная бригада (из 1-я гв. бр. минёров), гв. генерал-майор инж. войск Тюлев С. С. | МВО                                                      | Директива ГШ КА 24.07.1943                                        |
| 1-я отдельная гвардейская инженерная специального назначения бригада (из 16 оинжбр СПЕЦНАЗ), полковник Иоффе М. Ф. | СталФ                                                    | 1.04.1943                                                         |
| 114-й гвардейский ближне-бомбардировочный авиационный полк (из 137-го ббап / 608 ббап), гв. майор Котов В. В. | КарФ                                                     | Пр. НКО СССР № 264 от 24.08.1943 и Дир. ГШ № 514147 от 25.8.1943  |
| 125-й гвардейский бомбардировочный авиационный Борисовский орденов Суворова и Кутузова полк им. Героя Советского Союза Марины Расковой (из 587 бап), п/п Марков В. В. / майор Титенко С. М.                                                                                                  | 1 ВА ЗапФ                                                | ПР. НКО № 265 от 3.09.1943 и Дир. ГШ № Орг 10/138919 от 4.09.1943 |
| 128-я гвардейская горно-стрелковая дивизия (из 83 гсд), гв. генерал-майор Колдубов М. И. |                                                          | 9.10.1943                                                         |
| 15-й гвардейский отдельный разведывательный артиллерийский дивизион РГК (из 709 орадн), п/п Добросольцев А. В. | 2 гв. А                                                  | 1944                                                              |
| 9-я гвардейская штурмовая авиационная дивизия (292-я штурмовая авиационная дивизия), генерал-майор авиации Ф. А. Агальцов | 1-й шавк, 5-я ВА 2-й Украинский фронт                    | 05.02.1944,                                                       |
| 141-й гвардейский штурмовой авиационный полк (667-й штурмовой авиационный полк), подполковник Д. К. Рымшин | 5-я воздушная армия,                                     | 05.02.1944,                                                       |
| 144-й гвардейский штурмовой авиационный полк (800-й штурмовой авиационный полк), подполковник П. М. Шишкин | 5-я воздушная армия,                                     | 05.02.1944,                                                       |
| 155-й гвардейский штурмовой авиационный полк (820-й штурмовой авиационный полк), подполковник Г. У. Чернецов | 5-я воздушная армия,                                     | 05.02.1944,                                                       |
| 12-я гвардейская истребительная авиационная дивизия (203-я истребительная авиационная дивизия), генерал-майор авиации К. Г. Баранчук | 5-я воздушная армия,                                     | 05.02.1944,                                                       |
| 156-й гвардейский истребительный авиационный полк (247-й истребительный авиационный полк), подполковник Я. Н. Кутихин | 5-я воздушная армия,                                     | 05.02.1944,                                                       |
| 152-й гвардейский истребительный авиационный полк (270-й истребительный авиационный полк), Меркушев В. А. | 5-я воздушная армия,                                     | 05.02.1944,                                                       |
| 153-й гвардейский истребительный авиационный полк (516-й истребительный авиационный полк), майор А. И. Мочалин | 5-я воздушная армия,                                     | 05.02.1944,                                                       |
| 8-я гвардейская бомбардировочная авиационная дивизия (293-я бомбардировочная авиационная дивизия), полковник Г. В. Грибакин | 5-я воздушная армия,                                     | 05.02.1944,                                                       |
| 160-й гвардейский бомбардировочный авиационный полк (780-й бомбардировочный авиационный полк), подполковник Ф. Д. Лушаев | 5-я воздушная армия,                                     | 05.02.1944,                                                       |
| 161-й гвардейский бомбардировочный авиационный полк (804-й бомбардировочный авиационный полк), майор А. М. Семёнов | 5-я воздушная армия,                                     | 05.02.1944,                                                       |
| 162-й гвардейский бомбардировочный авиационный полк (854 бап), подполковник Л. А. Новиков | 5-я ВА                                                   | 05.02.1944,                                                       |
| 40-я гвардейская пушечная артиллерийская бригада (69 гв. пап), полковник И. Д. Петруня | 1-й УкрФ                                                 | 15.05.1944, Приказ НКО                                            |
| Гвардейское Харьковское танковое училище (33-я отдельная гвардейская танковая бригада), гвардии полковник В. С. Титов. | По преемственности на базе 33-й гв. ТБр                  | Приказ зам. НКО № 0041сс от 23.08.44 г.                           |
| 21-я гвардейская бомбардировочная авиационная дивизия, полковник Горский И. М. | 9 гв. бак ВВС КА                                         | 25.10.1944                                                        |
| 31-й гвардейский отдельный мотосапёрный батальон (39-й омсиб), полковник Белецкий | 9 гв. мк 2 УкрФ                                          | 12.1944                                                           |
| 29-й гвардейский отдельный мотоинженерный Днестровский Краснознамённого батальон, капитан Изиксон Овсей Хаймович | 2 гв ТА 1 БелФ                                           | 12.1944                                                           |
| 2-й отдельный гвардейский моторизованный понтонно-мостовой ордена Александра Невского и Кутузова батальон, майор Цкаев Гавриил Михайлович | 3 БелФ                                                   | 1944                                                              |
| 347-й гвардейский тяжёлый самоходный артиллерийский Брестский полк, подполковник Миронов В. Б. | 2 гв. ТА 1 БелФ                                          | 12.1944                                                           |
| 10-й отдельный гвардейский мотоциклетный Минский батальон, майор Расторгуев П. И. | 3 гв.тк 2 БелФ                                           | 1945                                                              |
| 14-й отдельный гвардейский мотоциклетный Мукденский ордена Кутузова батальон (64 омцб), майор Плотников Дмитрий Павлович | 9 гв. мехк 6 гв ТА 2 УкрФ                                | 1945                                                              |

## Гвардейские соединения, корабли и частиВМФ(1942—1945 гг.)
| Наименование соединения, корабля, части и их командиры | Флот, флотилия, фронт | Дата присвоения |
| --- | --------------------- | --------------- |
| 2-я гвардейская стрелковая бригада (из 71-й морской стрелковой бригады), полковник Безверхов Я. П. | ЗапФ                  | 27.12./5.01.42  |
| 1-й гвардейский минно-торпедный ап (из 1-го мтап), майор Пономаренко И. Н, Дарьин А. Н., Борзов И. И., Кузнецов В. М | ВВС КБФ               | 18.01.42, № 10  |
| 2-й гвардейский истребительный авиационный полк (из 72-го смешанного авиаполка), майор Сафонов Б.Ф. Туманов И. К. | ВВС СФ                | 18.01.42, № 10  |
| 3-й гвардейский истребительный авиационный полк (из 5-го иап), майор Никитин Н. М. / Дмитриевский М. Е. | ВВС КБФ               | 18.01.42, № 10  |
| 4-й гвардейский истребительный авиационный полк (из 13-го иап), п/п Голубев В.Ф. / Борисов Л. П. | ВВС КБФ               | 18.01.42, № 10  |
| 3-я гвардейская стрелковая бригада (из 75-й морской стрелковой бригады), капитан 1 ранга Сухиашвили К. Д. | СЗФ                   | 30.01./18.03.42 |
| Гвардейская Краснознамённая ПЛ Д-3 «Красногвардеец» (ПЛ погибла), Константинов В. Ф. / Бибеев М. А. | СФ                    | 3.04.42, № 72   |
| Гвардейская подводная лодка «К-22» (ПЛ погибла), капитан 3 ранга Котельников В. Н. / Кульбакин В. Ф. | СФ                    | 3.04.42, № 72   |
| Гвардейская подводная лодка «М-171», капитан 3 ранга Стариков В. Г. / Коваленко Г. Д. | СФ                    | 3.04.42, № 72   |
| Гвардейская подводная лодка «М-174», капитан 3 ранга Егоров Н. Е. / Сухорученко И. Е. | СФ                    | 3.04.42, № 72   |
| Гвардейский крейсер «Красный Кавказ» (Гв. КР «ККЗ»), капитан 1 ранга Ерошенко В. Н. | ЧФ                    | 3.04.42, № 72   |
| Гвардейский эскадренный миноносец «Стойкий», с 13.02.1943 — «Вице-адмирал Дрозд», Самус Д. Я. / Кутай Д. Л. | КБФ                   | 3.04.42, № 72   |
| Гвардейский минный заградитель «Марти», капитан 1 ранга Мещерский Н. И. | КБФ                   | 3.04.42, № 72   |
| Гвардейский (базовый) тральщик Т-205 «Гафель», старший лейтенант Шкребтиенко Е. Ф. / капитан 3 ранга Соколов А. В. | КБФ                   | 3.04.42, № 72   |
| 5-й гвардейский минно-торпедный авиационный полк (из 2-го минно-торпедного авиаполка), майор Буркин М. И. | ВВС ЧФ                | 3.04.42, № 73   |
| 6-й гвардейский истребительный авиационный полк (из 8-го истребительного авиаполка) | ВВС ЧФ                | 3.04.42, № 73   |
| 4-й отдельный гвардейский миномётный дивизион моряков (из отряда особого назначения моряков), Кочетков Я. А. | ЗапФ                  | 3.04.42         |
| 14-й отдельный гвардейский миномётный дивизион моряков, капитан 3 ранга Москвин А. П. | ЗапФ                  | 3.04.42         |
| 101-й отдельный гвардейский миномётный дивизион моряков, майор Киров Г. С. | ЧГВ СКФ               | 12.1942         |
| 415-й отдельный гвардейский миномётный дивизион моряков, капитан Бериашвили Д. Н. | ЧГВ СКФ               | 12.1942         |
| Гвардейский крейсер «Красный Крым» (Гв. КР «ККР»), капитан 1 ранга Зубков А. И. | ЧФ                    | 18.06.42        |
| 1-й гвардейский зенитно-артиллерийский полк ПВО (из 61-го зенитно-арт. полка), п/п Семёнов И. К. | дПВО ЧФ               | 18.06.42        |
| 2-й гвардейский зенитно-артиллерийский полк ПВО (из 6-го зенитно-арт. полка), п/п Ермолаев В. П. | дПВО КБФ              | 18.06.42        |
| 1-й отдельный гвардейский артиллерийский дивизион | ЧФ                    | 18.06.42        |
| 1-й отдельный гвардейский миномётный дивизион моряков на дрезинах, капитан Виноградов А. Н. | ЧГВ ЗакФ              | 8.11.1942       |
| 305-й гвардейский миномётный полк моряков (из 14-го гв. оминдн (м)), капитан 3 ранга / майор Москвин А. П. | ЧГВ СКФ               | 12.1942         |
| Гвардейская ПЛ «Щ-205» («Нерпа»), капитан-лейтенант Дронин П. С. / Сухомлинов П. Д. | ЧФ                    | 1.03.43         |
| Гвардейская ПЛ «Щ-303» («Ёрш»), капитан 3 ранга Травкин И. В. / Ветчинкин П. П. / Филов Н. А. / Игнатьев Е. А. | КБФ                   | 1.03.43         |
| Гвардейская ПЛ «Щ-309» («Дельфин»), капитан 3 ранга Веселов С. С. / Кабо И. С. / Филов Н. А. / Ветчинкин П. П. | КБФ                   | 1.03.43         |
| Гвардейская ПЛ «Л-3» («Фрунзевец»), капитан Грищенко П. Д. / Коновалов В. К. | КБФ                   | 1.03.43         |
| 1-й гвардейский дивизион бронекатеров, капитан-лейтенант Лысенко С. П. / Барботько С. И. / Патапов Л. П. | ВВфл СталФ            | 1.03.43         |
| 2-й гвардейский дивизион бронекатеров, капитан 3 ранга Песков А. И. / Максименко К. В. / Барботько С. И. | ВВфл СталФ            | 1.03.43         |
| Гвардейский эскадренный миноносец «Гремящий», капитан 3 ранга Гурин А. И. | СФ                    | 1.03.43         |
| Гвардейский эскадренный миноносец «Сообразительный», капитан 3 ранга Ворков С. С. / Годлевский Г. Ф. | ЧФ                    | 1.03.43         |
| Гвардейский тральщик Т-411 «Защитник» (15.06.1943 затонул), капитан-лейтенант Михайлов В. М. | ЧФ                    | 1.03.43         |
| 7-й гвардейский пикировочно-штурмовой авиационный полк (из 57-го штурмового авиаполка), майор Мазуренко А. Е. | ВВС КБФ               | 1.03.43, № 79   |
| 15-я гвардейская морская стрелковая бригада (из 154-й морской стрелковой бригады), полковник Мальчевский А. И. | ДонФ.                 | 1.03.43         |
| 11-я гвардейская морская стрелковая бригада (из 66-й мор. стрелковой бригады), капитан 1 ранга Жмакин Д. Г. | ДонФ                  | 4.04.43         |
| Гвардейская подводная лодка «М-35», капитан-лейтенант Грешилов М. В. / Прокофьев В. М. | ЧФ                    | 31.05.43 № 189  |
| 8-й гвардейский штурмовой авиационный полк (из 18-го штурмового авиаполка), майор Ефимов М. Е., п/п Кузьмин В. П. | ВВС ЧФ                | 31.05.43        |
| 9-й гвардейский минно-торпедный авиационный полк (из 24-го мтап), майор Костькин Ф. В., Фокин А. И. | ВВС СФ                | 31.05.43 № 190  |
| 10-й гвардейский истребительный авиационный полк (из 71-го истребительного авиаполка), майор Королёв Н. И. | ВВС КБФ               | 31.05.43 № 190  |
| 11-й гвардейский истребительный авиационный полк (из 32-го истребительного авиаполка), майор Денисов К. Д. | ВВС ЧФ                | 31.05.43 № 190  |
| Гвардейская Краснознамённая подводная лодка «Щ-402», капитан 3 ранга Каутский А. М. | СФ                    | 25.07.43 № 263  |
| Гвардейская подводная лодка «Щ-422», капитан 3 ранга Видяев Ф. А. | СФ                    | 25.07.43 № 263  |
| Гвардейская Краснознамённая подводная лодка «М-172», капитан 3 ранга Фисанович И. И. / Кунец И. А. | СФ                    | 25.07.43 № 263  |
| Гвардейский сторожевой катер «СКА-065», ст. лейтенант Сивенко П. П. | ЧФ                    | 25.07.43 № 263  |
| 4-й гвардейский истребительный авиационный полк (из 13 авиаполка), майор Голубев В. Ф. | ВВС КБФ               | 1943            |
| 1-я гвардейская истребительная авиационная дивизия (из 3-й истребительной авиадивизии), п/п Корешков В. С. | ВВС КБФ               | 25.07.43 № 263  |
| 1-й гвардейский дивизион КТЩ (из 7-го д-на КТЩ), капитан-лейтенант Оводовский Г. Я. | ЛужВМБ КБФ            | 1944            |
| 12-й гвардейский пикировочно-бомбардировочный авиационный полк (из 73-го пбап), майор Попов С. В. | ВВС КБФ               | 22.01.44, № 28  |
| 13-й гвардейский дальнебомбардировочный авиационный полк (из 119-го мрап), п/п Мусатов Н. А. | ВВС ЧФ                | 22.01.44, № 28  |
| 1-й отдельный гвардейский зенитно-артиллерийский дивизион (из 2-го отд. зенитно-артиллерийского дивизиона) | КБФ                   | 22.01.44        |
| 1-я гвардейская морская железнодорожная артиллерийская бригада (из 101-й морской арт. ж/д бригады), Кобец С. С. | КБФ                   | 22.01.44        |
| 1-й гвардейский дивизион бригады торпедных катеров (1-й гв. д-н БТКА), капитан 2 ранга Осипов С. А. | КБФ                   | 22.02.44        |
| 1-й гвардейский дивизион сторожевых катеров (до 22.04.1944 — 1-й д-н СКА истребительного отряда охраны водного района БФ, с 1.1945 — 1-й гв. д-н МО за ПЛ), капитаны 3 ранга: Капралов М. В. / Карпович В. Б. / Благодарев Г. С. | КБФ                   | 22.02.44        |
| 2-й гвардейский дивизион малых охотников за подводными лодками, капитан 2 ранга Зюзин С. Д. | СФ                    | 1.04.44         |
| 2-я гвардейская минно-торпедная авиационная дивизия (из 1-й минно-торпедной дивизии), полковник Канарёв В. П. | ВВС ЧФ                | 5.05.44         |
| 6-й гвардейский авиационный полк (из 6-го гв. иап), полковник Авдеев М. В. | ВВС ЧФ                | 9.1944          |
| Гвардейская подводная лодка «С-33», капитан-лейтенант Алексеев Б. А. / Парамошкин П. И. / Матвеев В. И. | ЧФ                    | 22.07.44        |
| Гвардейская подводная лодка «Щ-215», Власов В. Я./ Апостолов Г. П./ Коршунов В. А./ Грешилов А. И./ Стрижак А.И | ЧФ                    | 22.07.44        |
| Гвардейская подводная лодка «М-62», Воробьёв А. А. / Малышев Н. И. / Хаханов С. Н. | ЧФ                    | 22.07.44        |
| 2-й гвардейский дивизион катеров-тральщиков | КБФ                   | 29.07.44        |
| 14-й гвардейский истребительный авиационный полк (из 13-го истребительного авиаполка), п/п Мироненко А. А. | ВВС КБФ               | 29.07.44,№ 343  |
| Гвардейская Краснознамённая подводная лодка «С-56», капитан 2 ранга Щедрин Г. И. | СФ                    | 23.02.45, № 86  |
| 1-й отдельный гвардейский дивизион бронекатеров, капитан 3 ранга Михайлов И. П. | Дф                    | 30.06.45        |
| 2-й гвардейский дивизион торпедных катеров (ТКА), капитан-лейтенант Малик М. Г. | ТОФ                   | 22.08.45        |
| Гвардейский сторожевой корабль «ЭК-2» («СКР-2») (до 1.09.1945 — PF-34 «Лонг-Бич»), капитан — лейтенант Миронов Л. С. | ТОФ                   | 22.08.45        |
| 37-й гвардейский штурмовой авиационный полк, | ТОФ                   | 22.08.45        |
| 13-я гвардейская бригада морской пехоты (из 13-й брмп), генерал-майор Трушин В. П. | ТОФ                   | 22.08.45        |
| 355-й отдельный гвардейский батальон морской пехоты (из 355-го обмп), майор Бараболько М. П. | ТОФ                   | 22.08.45        |
| 3-й гвардейский дивизион торпедных катеров, капитан 3 ранга Кострицкий С. П. | ТОФ                   | 26.08.45        |
| Гвардейский сторожевой корабль «Метель», Беспалов М. Г. / Балякин Л. Н. | ТОФ                   | 26.08.45        |
| Гвардейский минный заградитель «Охотск», Михайлов П. П. / Моисеенко В. К. | ТОФ                   | 26.08.45        |
| Гвардейский тральщик «Т-278» (до 10.01.1945 — «АМ-268»), Попов С. И. | ТОФ                   | 26.08.45        |
| Гвардейский тральщик «Т-281» (до 10.01.1945 — «АМ-272» «Пэрил»), Астахов В. Г. | ТОФ                   | 26.08.45        |
| 17-й гвардейский ближне-бомбардировочный авиационный полк (из 34-го пикировочного авиаполка) | ВВС ТОФ               | 26.08.45        |
| 26-й гвардейский штурмовой авиационный полк | ВВС ТОФ               | 26.08.45        |
| 50-й отдельный гвардейский разведывательный авиационный полк | ВВС ТОФ               | 26.08.45        |
| 52-й гвардейский минно-торпедный авиационный полк | ВВС ТОФ               | 26.08.45        |
| 365-й отдельный гвардейский батальон морской пехоты (из 365-го обмп), майор Почтарев Т. А. | ТОФ                   | 26.08.45        |
| 140-й гвардейский разведывательный отряд штаба (из 140-го развед. отр.), старший лейтенант Леонов В. Н. | ТОФ                   | 26.08.45        |
| 19-й гвардейский истребительный авиационный полк ВВС ВМФ | ВВС ТОФ               | 28.08.45        |
| 61-й гвардейский истребительный авиационный полк | ВВС ТОФ               | 28.08.45        |
| 1-й отдельный гвардейский дивизион бронекатеров, капитан-лейтенант Филимонов С. Н. | КАФ                   | 30.08.45        |
| 1-й гвардейский отряд бронекатеров, ст. лейтенант Глушков С. С. | КАФ                   | 30.08.45        |
| Гвардейский монитор «Свердлов» (до 24.04.1922 — «Вьюга»), Трайнин П. А. / капитан 3 ранга Недовесов Н. И. | КАФ                   | 30.08.45        |
| Гвардейский монитор «Сун-Ят-Сен» (до 15.02.1927 — «Шквал»), Никитин И. Н. / капитан 3 ранга Корнер В. Д. | КАФ                   | 30.08.45        |
| Гвардейская канонерская лодка «Красная Звезда» (с 1939, до 17.02.1920 — «Вогул», с 1921 — «Беднота»), Галль Н. М., капитан-лейтенант Тарасов А. И.                                                                               | КАФ                   | 30.08.45        |
| Гвардейская канонерская лодка «Пролетарий» (до 15.05.1927 — «Вотяк»), Сюбаев П. А. / капитан-лейтенант Сорнев И. А. | КАФ                   | 30.08.45        |
| 2-я гвардейская морская железнодорожная артиллерийская бригада, полковник Шрамков С. Я. | КБФ                   | 15.09.45        |
| 11-я отдельная гвардейская железнодорожная артиллерийская батарея (в составе 1-я гв. мор. ждабр), к-н Бутко И. М. | КБФ                   | 15.09.45        |
| 22-й гвардейский истребительный авиационный полк (из 6-го истребительного авиаполка), майор Рожков А. П. | ВВС ТОФ               | 26.09.45        |

## Правильное написание наименований отдельных гвардейских частей

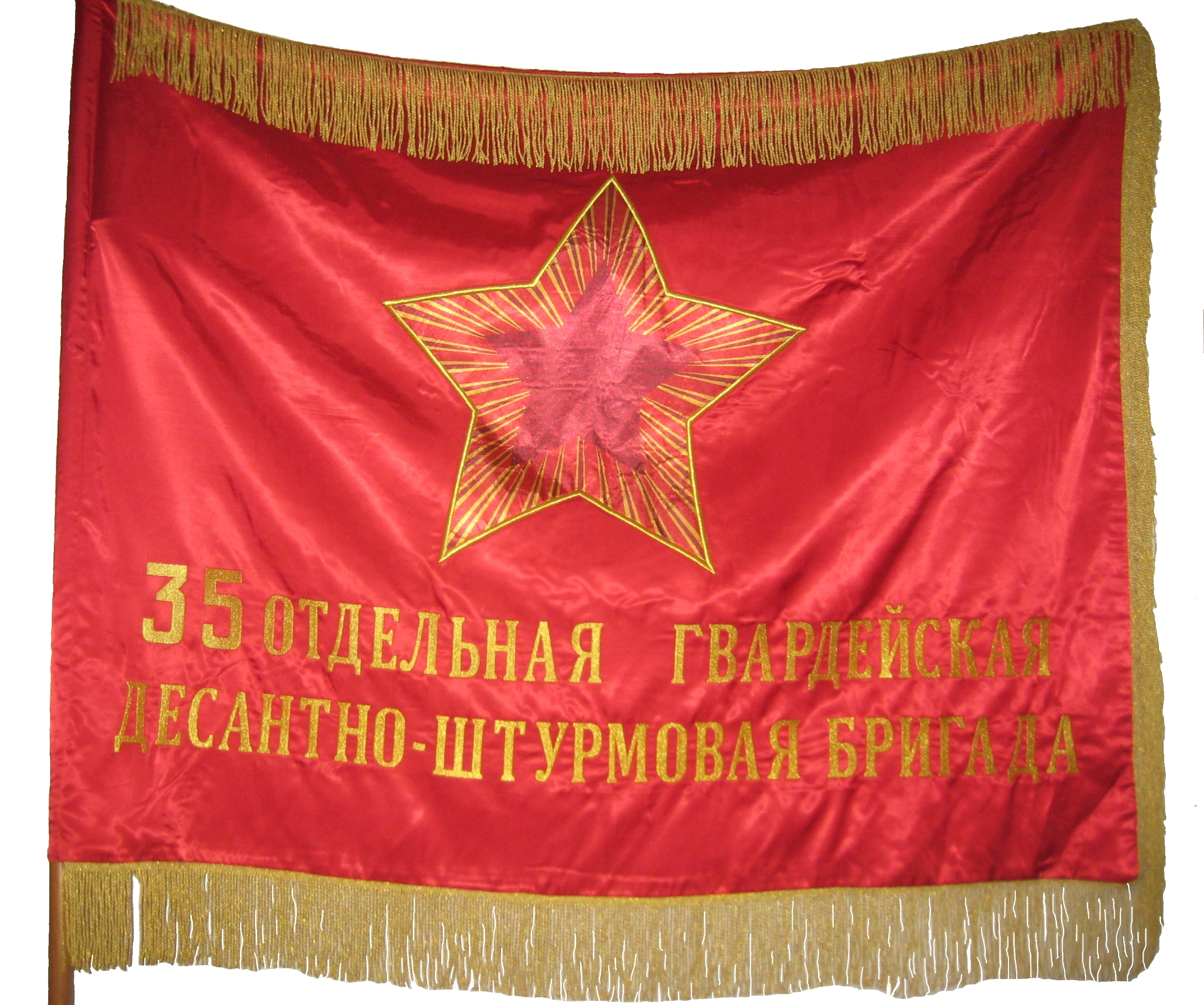
Боевое Знамя 35 огдшбр.
Правильное написание полного наименования по знамени.
Статус «Отдельная» перед почётным званием «Гвардейская»

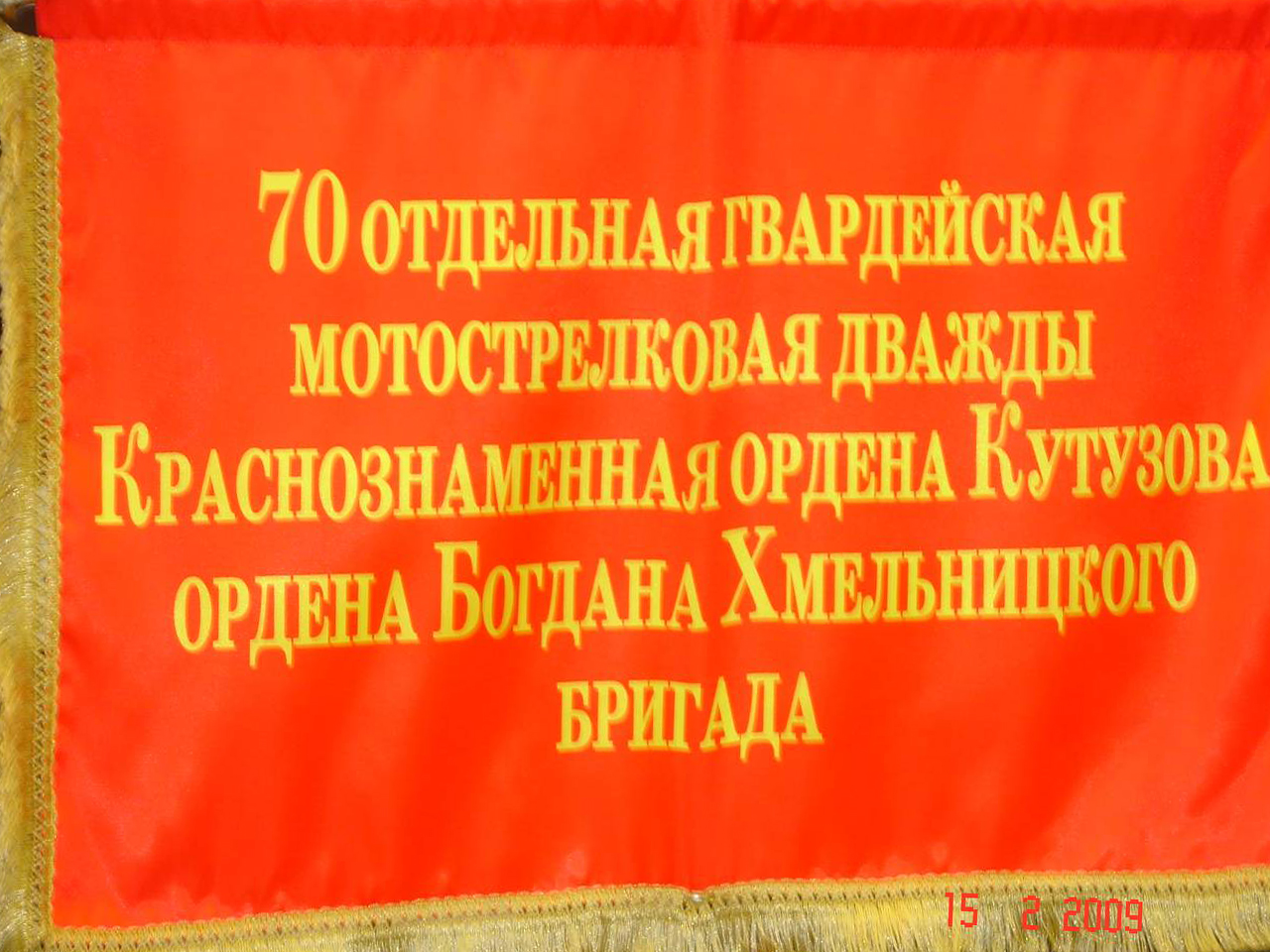
Боевое Знамя 70 огмсбр

Порядок и правила написания действительного наименования воинского формирования в ВС СССР и ВС России регламентируются приказами соответственно Министра обороны СССР (НКО СССР, ВМ СССР) и Министра обороны Российской Федерации.
До принятия Правил написания полного наименования частей и соединений, наименование формирований командование писало по-разному (см. примеры).
Директивой НКО СССР № Орг/2/2143н/с от 27.12.1943 г. введён порядок написания полного наименования частей и соединений, в соответствии с которым сначала пишется порядковый номер части или соединения; указание гвардейского звания; принадлежность к роду войск; почётные наименования; правительственные награды в соответствии с их статусом, начиная с высшей (степень ордена не указывалась); авиационная эскадрилья, батальон, дивизион, полк, бригада, дивизия, корпус; присвоенное имя (например, «им. М. Расковой»). В последующем этот порядок неоднократно изменялся.
Примеры:

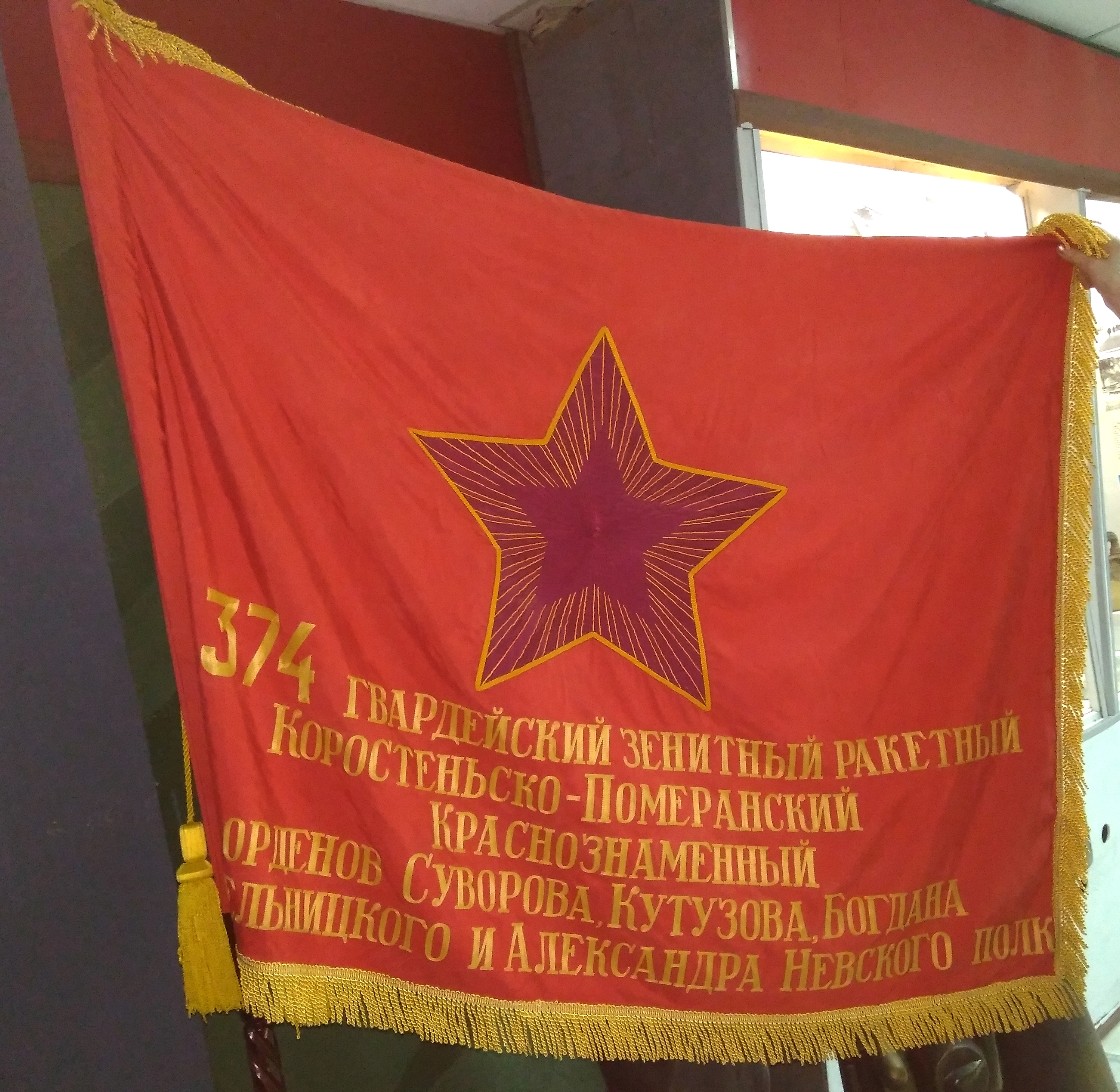
Боевое знамя 374 гвардейского зенитного ракетного полка (бывший — 316 ГМП).

- 316-й гвардейский миномётный Коростеньско-Померанский Краснознамённый, орденов Суворова, Кутузова, Богдана Хмельницкого и Александра Невского полк[126];
- 305-й гвардейский миномётный Радомский ордена Александра Невского полк моряков[127];
- 23-й отдельный гвардейский ордена Красной звезды полк правительственной связи КГБ СССР[128];
- 155-й отдельный гвардейский Прикарпатский батальон связи;
- 9-я гвардейская авиационная дивизия дальнего действия[129];
- 29-й отдельный гвардейский тяжёлый танковый Львовский орденов Кутузова, Богдана Хмельницкого, Красной Звезды полк ИС[130];
- 2-й гвардейский истребительный Печенгский Краснознамённый авиационный полк имени Б. Ф. Сафонова ВВС Северного флота[131]

В военное время в наградных листах и приказах частей все слова в полном наименовании части писали с заглавной буквы, а определение «Краснознамённый» (при наличии) писали в начале наименования.

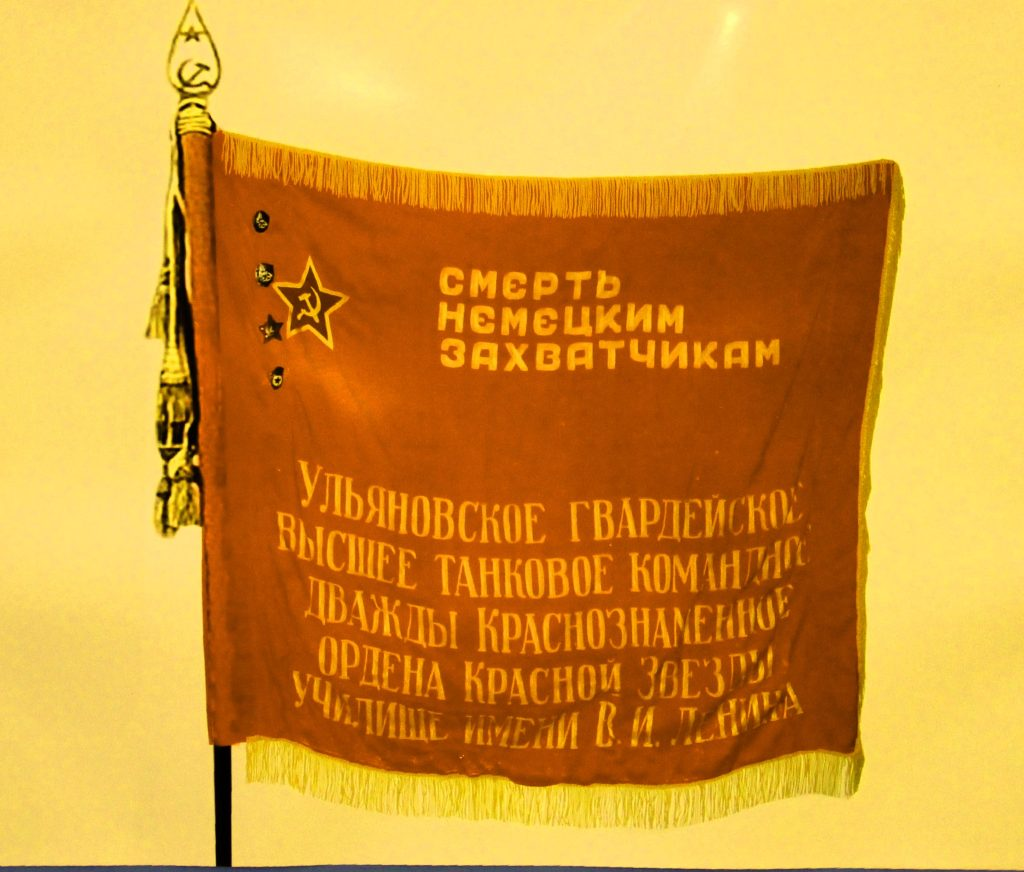
Знамя Ульяновского гвардейского танкового училища.
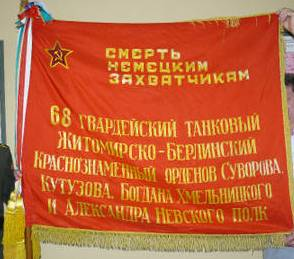
Боевое Знамя 68 гвардейского танкового полка.

## Память

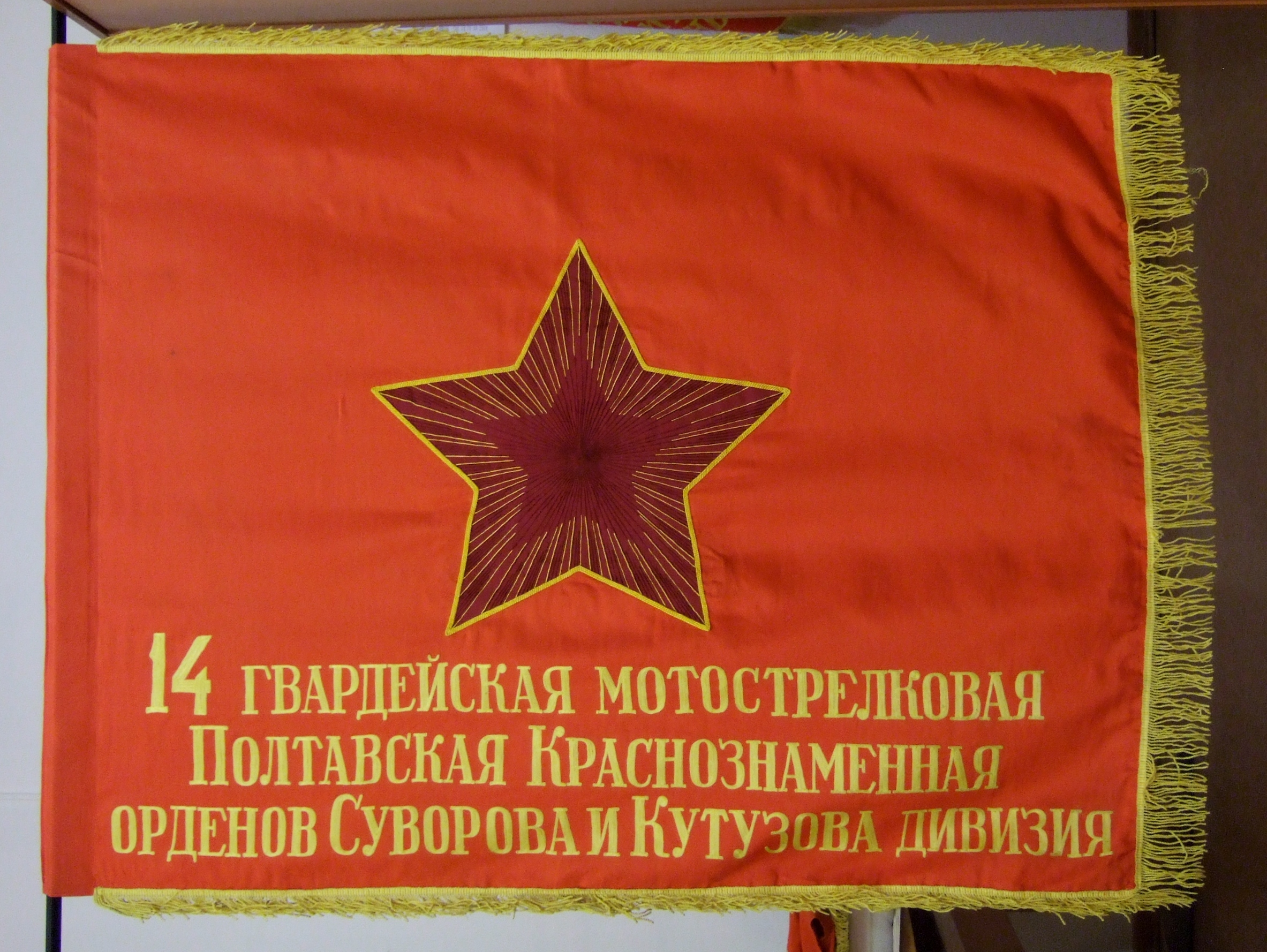
Знамя 14 гвардейской мотострелковой (32 гвардейской танковой) дивизии.

В советское время на территории Советского Союза и странах Восточной Европы было открыто множество памятников и монументов, посвящённых подвигам гвардейских воинских частей и соединений:
- Памятник 1200 гвардейцам, открытый 30 августа 1945 года в Калининграде;
- Памятник-монумент первогвардейцам, находящийся в Ельне Смоленской области;
- Советская гвардия — название улицы в Астрахани;
- Ряд населённых пунктов на постсоветском пространстве носят название Гвардейский, Гвардейская, Гвардейское или Гвардейск;
- Многие площади и улицы на постсоветском пространстве носят название Гвардейская улица, Гвардейская площадь, Гвардейский проспект;
- Гвардейская — река в Калинградской области;
- Кинотеатр «Гвардеец» — с 1952 по 1994 годы существовал в Волгограде;
- В составе 63-й гвардейской танковой бригаде в годы ВОВ воевал танк Т-34 «Гвардия», командир танка Ф. П. Сурков;

## Галерея

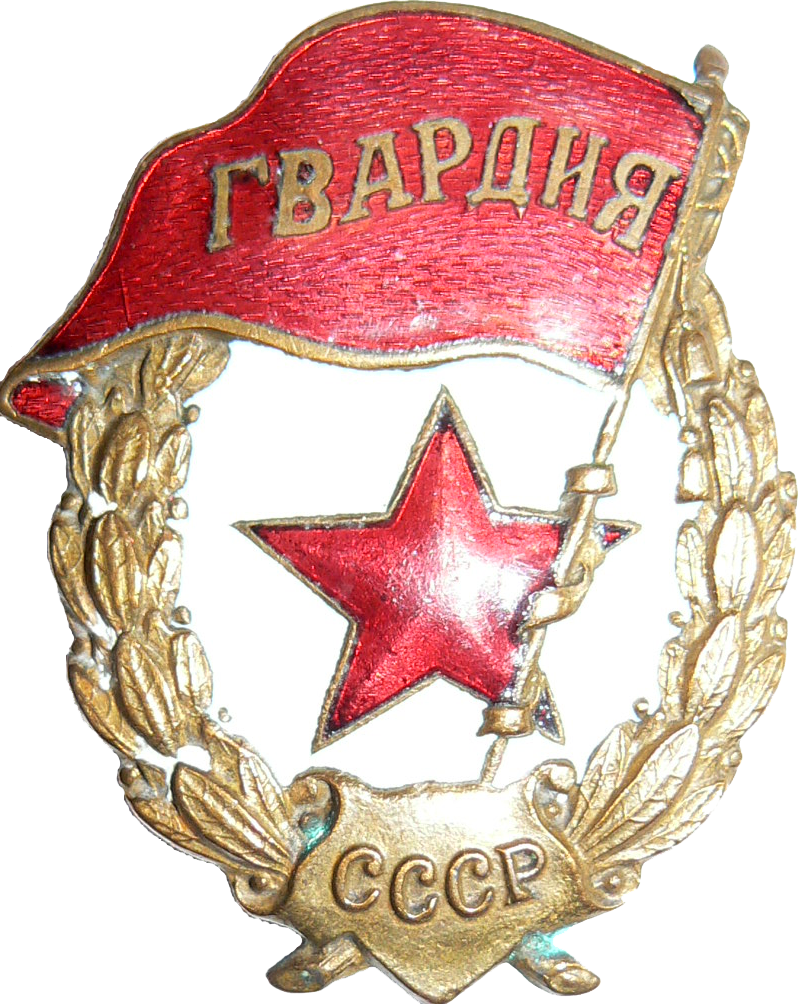
Советский гвардейский знак. Знак обр. 1942 года. предположительно завода ШМЗ/НКПС.
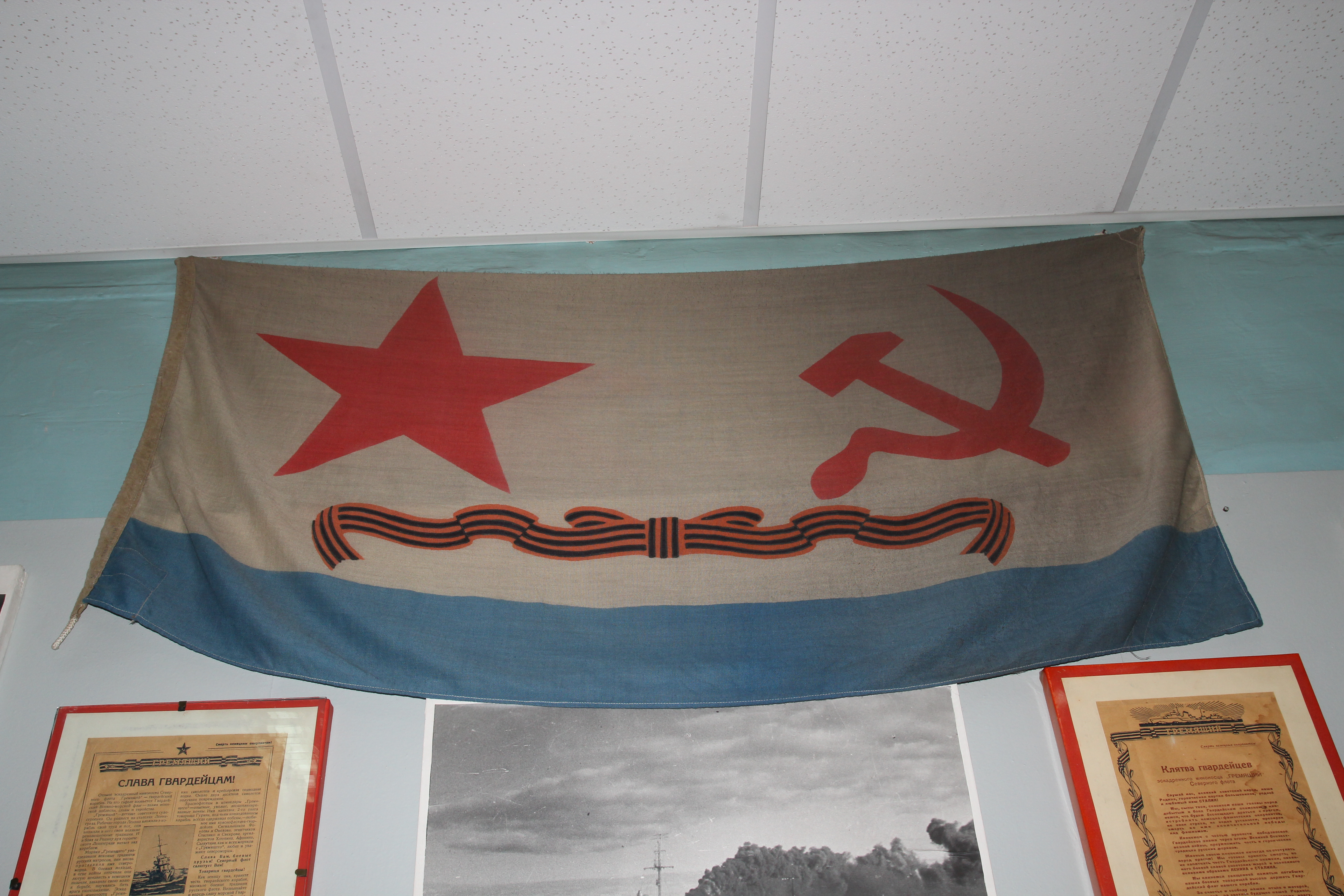
Гвардейская лента на Гвардейском военно-морском флаге эсминца «Гремящий».
Советский гвардейский флаг ВМФ ВС СССР (с 21 апреля 1964 по 26 июля 1992 года).
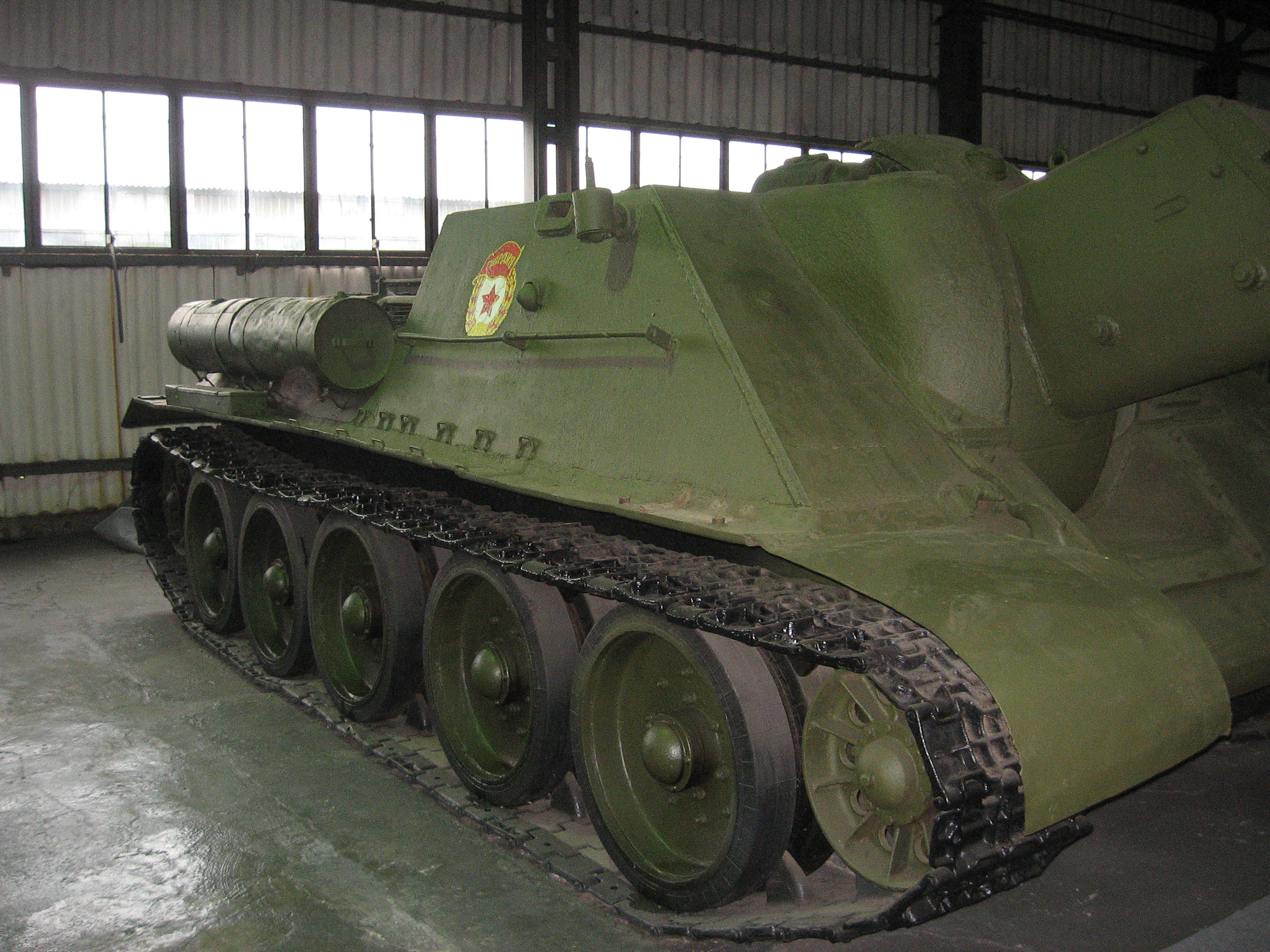
Советский гвардейский знак на бронетехнике, СУ-122, Кубинка, 10 сентября 2006 год.
Современный Гвардейский Военно-морской флаг ВС России (с 2001 года).
Гвардейский Краснознамённый Военно-морской флаг (СССР) 1942 - 1950 гг.
Гвардейский Краснознамённый Военно-морской флаг (СССР), 1950-1992 гг.
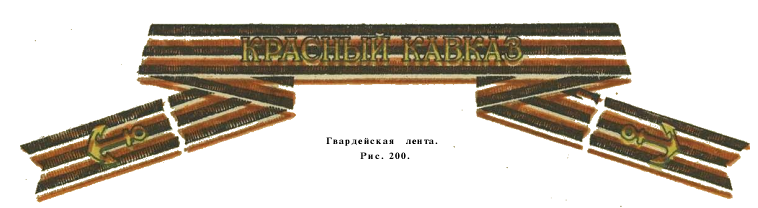
Гвардейская лента в «Иллюстрированном описании знаков различия личного состава ВМФ СССР».
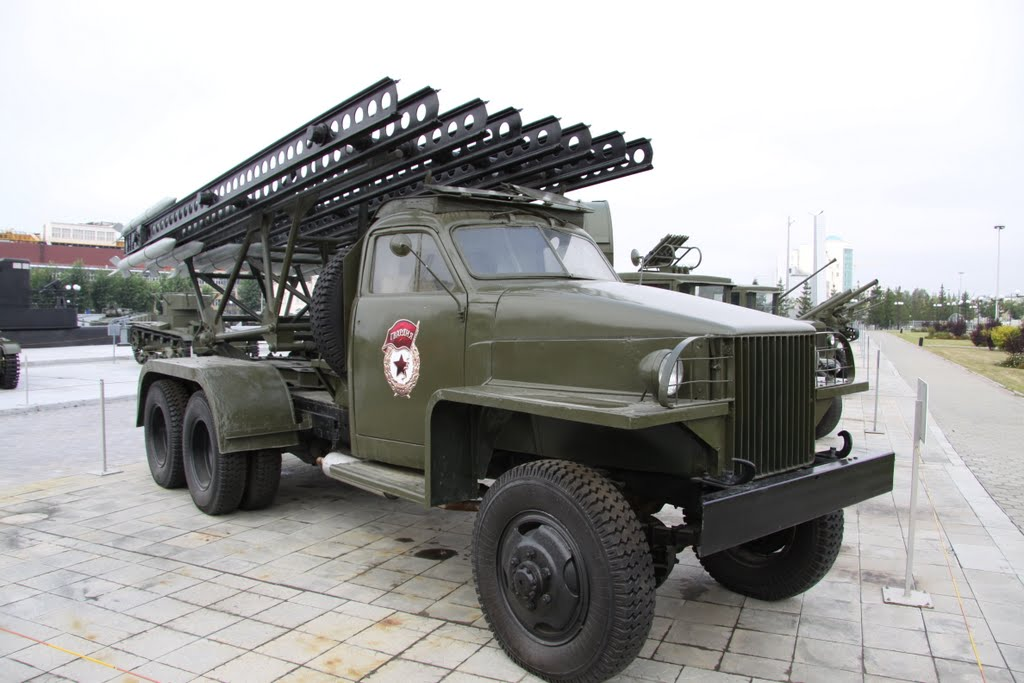
БМ-13 на шасси Studebaker US6. Гвардейский знак на дверце кабины.
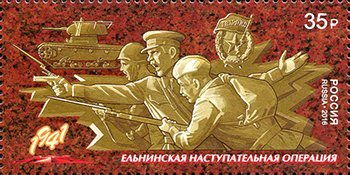
Почтовая марка России, 2016 г. с изображением знака «Гвардия».
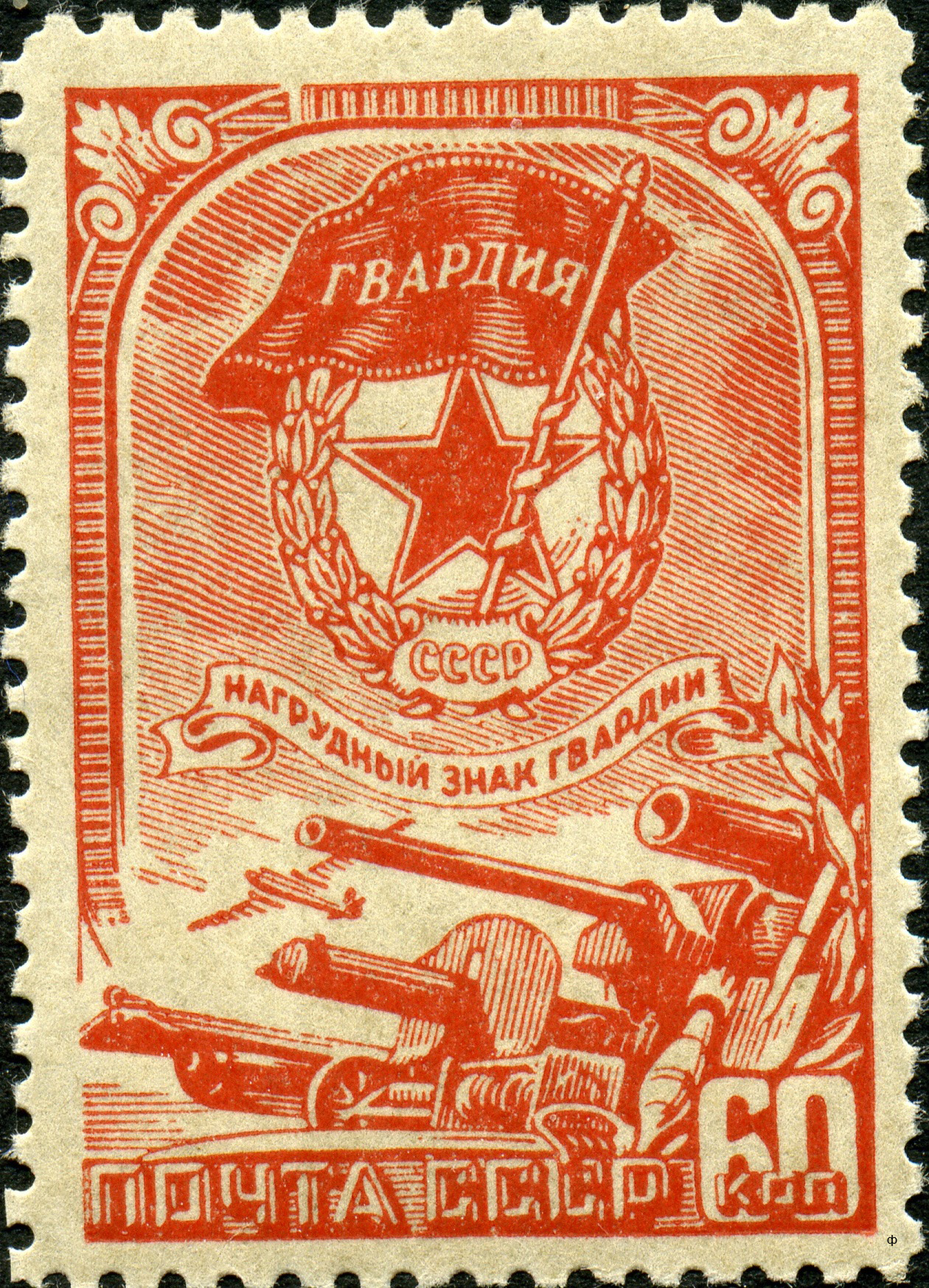
Почта СССР, 1944 г. Знак «Гвардия».
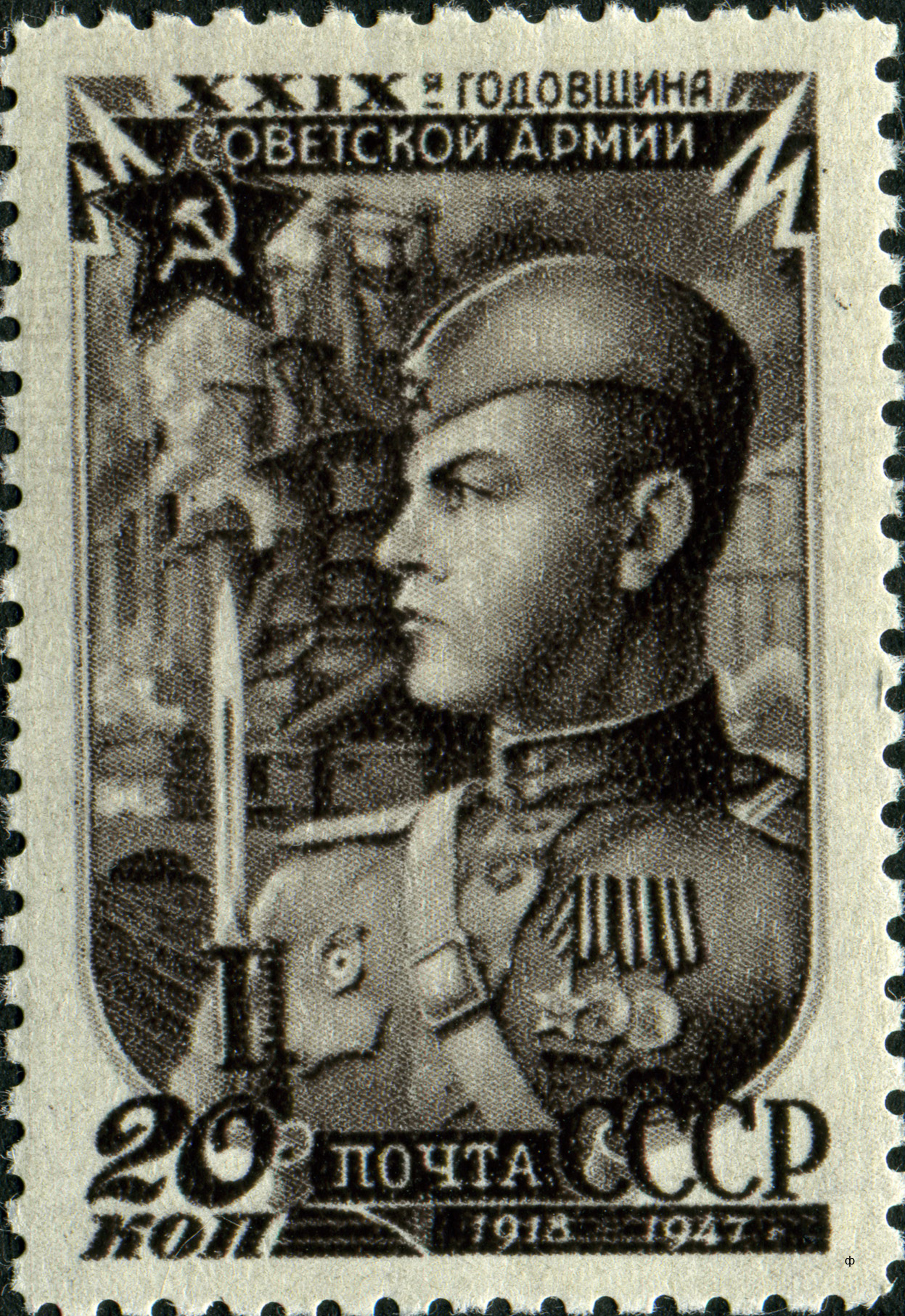
Почта СССР, 1947 г. Воин-гвардеец.
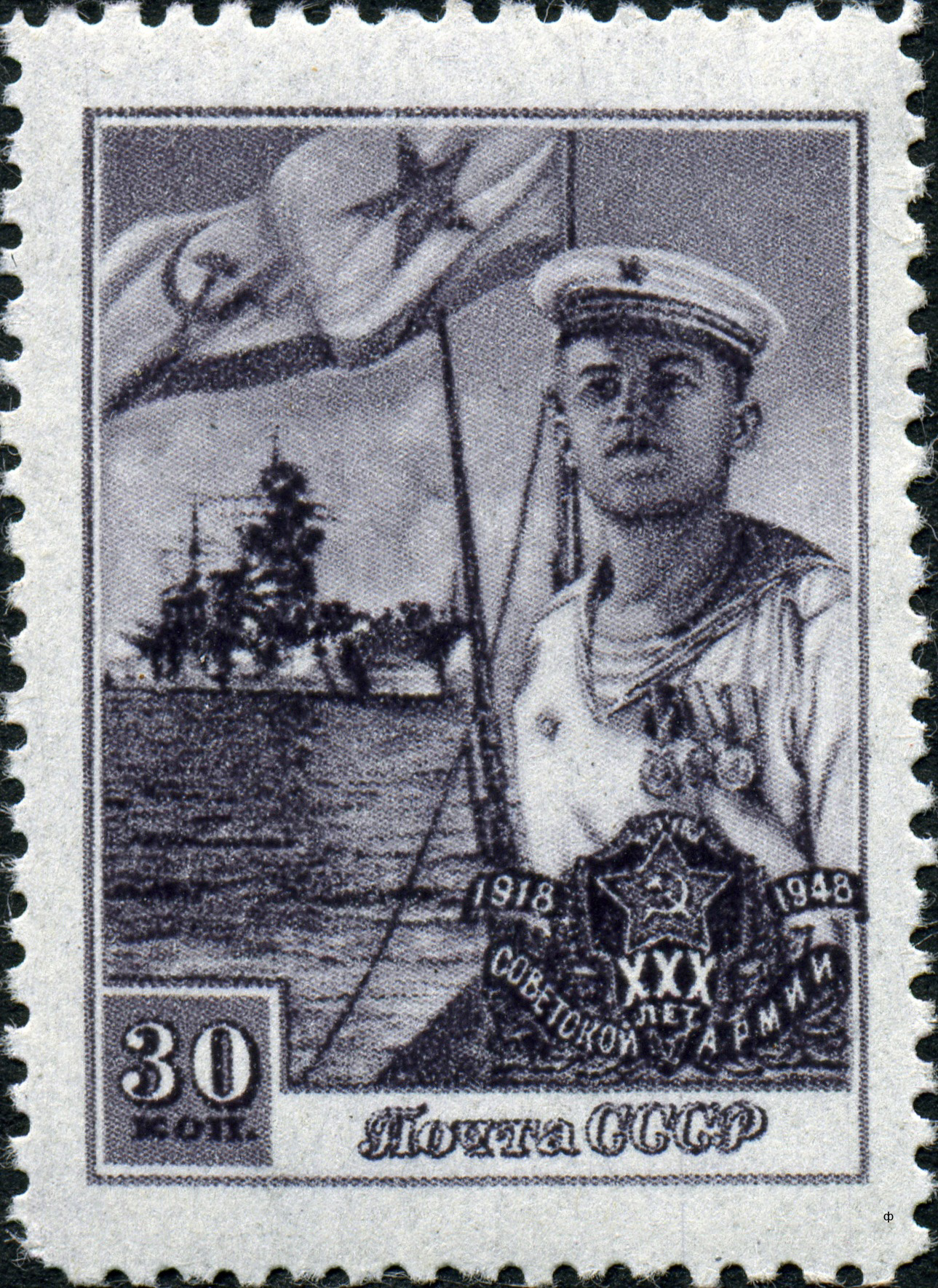
Марка СССР, 1948 г. Моряк-гвардеец.